# 欽ちゃん&香取慎吾の全日本仮装大賞の作品一覧 (91回 - 100回)
萩本欽一（欽ちゃん）と香取慎吾（元SMAP）が司会を務める『欽ちゃん&香取慎吾の全日本仮装大賞』の第91回から第100回まで、及び100回を記念して開催されたグランドチャンピオン大会の概要と作品の一覧。

## 第91回
欽ちゃん&香取慎吾の第91回全日本仮装大賞
- 放送日 - 2014年2月11日（火・祝）19:00 - 20:54
- 収録日 - 2014年2月2日（日）
- 会場 - 千葉・幕張メッセ国際展示場（幕張イベントホール）
- ナレーター - 堀敏彦 ※第29回以来24年振りに正装で出演。
- 審査員 - 回数
  - 石塚英彦(ホンジャマカ) - 4回目
  - ローラ - 3回目
  - 藤ヶ谷太輔 - 初
  - 柴田理恵 - 15回目
  - 徳光和夫 - 6回目
  - 篠田麻里子 - 初
  - 百田尚樹 - 初
  - 水卜麻美 - 初
  - 大木隆士 ※読売新聞 - 初
  - 宮路美穂 ※スポーツ報知 - 2回目

作品について
- 応募総数 - 3828組
- 出場 - 30組+スペシャル仮装1組
- 合格 - 26組
- 満点 - 19組
- 合格率 - 86.67%
- 満点率 - 63.33%

- 合格点 - 20点満点中15点以上
- 最高点 - 20点
- 最低点 - 2点
- 平均点 - 17.80点
- 視聴者投票参加人数 - 84043人

| No. | 作品                       |    | 点数 | 賞                      | 備考                                                                                       |
| --- | -------------------------- | -- | ---- | ----------------------- | ------------------------------------------------------------------------------------------ |
| 1   | 水泳個人メドレー           | ○  | 20点 |                         | 第90回欠場組                                                                               |
| 2   | 新・富嶽三十六景           | ○  | 20点 |                         | 小学生たちが富嶽三十六景に現代の要素を取り入れて演じた作品。                               |
| 3   | アシカショー               | ○  | 16点 |                         | けん玉でアシカの曲芸を再現。                                                               |
| SP  | クリスマスツリー           | － |      | （対象外）              | スペシャル仮装。出演:ルノア〜ダークシルク〜                                                |
| 4   | 初めてのお散歩             | ○  | 20点 | アイデア賞              |                                                                                            |
| 5   | スパゲッティ・ナポリタン   | ○  | 15点 |                         | 14点から繰り上げ合格                                                                       |
| 6   | 焼きそばを作ろう           | ○  | 20点 | 第3位                   | 19点からトーク中に+1点(後述)                                                               |
| 7   | のどごしサイコー!          | ○  | 20点 | 演技賞                  |                                                                                            |
| 8   | 浅田真央のトリプルアクセル |    | 11点 |                         | 出演:野呂佳代・新宿カウボーイ                                                              |
| 9   | カツオの一本釣り           | ○  | 17点 |                         |                                                                                            |
| 10  | 生たまご                   | ○  | 20点 |                         | 15点からトーク中に+5点 第88回優勝組                                                        |
| 11  | マッチ売りの少女           |    | 13点 |                         | マッチ売りの少女がつけたマッチの明かりをブラインドで表現。                                 |
| 12  | ジェットスキー             | ○  | 20点 |                         | 親子が体操の要領でジェットスキーの動きをリアルに表現。                                     |
| 13  | 女王蜂のバルーン工場       | ○  | 19点 |                         |                                                                                            |
| 14  | 早撃ちガンマン             | ○  | 20点 |                         | 第90回14番「スーパーマン」の出場者の作品。                                                 |
| 15  | 花は咲く                   | ○  | 18点 |                         | 17点からトーク中に+1点                                                                     |
| 16  | 綱引き                     |    | 09点 |                         | 出場24回、通算9回目の不合格                                                                |
| 17  | ダンス・ダンス・ダンス     | ○  | 20点 |                         | 腕を使って様々なダンスをするときの足を表現。演技終了時は18点、合格作品ダイジェストでは20点 |
| 18  | トロッコ危機一発           | ○  | 20点 | ユーモア賞              | 19点からトーク中に+1点                                                                     |
| 19  | ハッピーウェディング       | ○  | 20点 | 努力賞                  |                                                                                            |
| 20  | ものまねで太鼓の達人       | ○  | 20点 |                         | 出演:ホリ                                                                                  |
| 21  | あまちゃん                 | ○  | 20点 | ファンタジー賞+視聴者賞 | 視聴者投票第1位:44610点 18点からトーク中に+2点 第90回優勝組                                |
| 22  | あまちゃんファンタジー     | ○  | 20点 |                         | 新体操であまちゃんの世界を再現。第81回優勝組                                               |
| 23  | ヤマタノオロチ伝説         | ○  | 19点 |                         | 第38回優勝の主婦が一人でスサノオノミコトがヤマタノオロチを退治する物語を演じた作品。       |
| 24  | 幽体離脱                   | ○  | 20点 | 準優勝                  | 出場45回は歴代2位 第58,85回優勝組                                                          |
| 25  | 土下座でいろいろ           |    | 02点 |                         | 出演:スギちゃん                                                                            |
| 26  | お手伝いオリンピック       | ○  | 20点 |                         | 視聴者投票第3位:44566点                                                                    |
| 27  | なんだ この顔!?            | ○  | 20点 | 技術賞                  | 視聴者投票第2位:44571点 出場47回は歴代1位 第86回優勝組                                     |
| 28  | カルガモの親子             | ○  | 20点 | 優勝                    | 出演:梶原比出樹チーム 最多優勝記録を7回に更新                                              |
| 29  | おめでとうございます       | ○  | 15点 |                         | ローラースケートを履いた男性が180開脚で回転することで傘回しを表現。14点から繰り上げ合格    |
| 30  | 忍者ハットリくん           | ○  | 20点 |                         |                                                                                            |

優勝 - 28番 カルガモの親子
1羽だけか弱かったカルガモの子が、母カモと兄弟達の手助けを経て大冒険を繰り広げ白鳥に成長。「みにくいアヒルの子」をアレンジしたようなストーリーの作品。
準優勝 - 24番 幽体離脱
第58回38番「ワイングラスに映る風景」と第85回10番「手と足でGO」で優勝した一般男性の作品。床に置いた台車に乗り、それを巨大な鏡に映すことで、あたかも幽体離脱した人間が宙に浮いているかのように見せたトリック作品。以前は、第51回15番「鉄棒人形」で第91回と同じく準優勝を果たした。
第3位 - 6番 焼きそばを作ろう
フライパンの上で具材がはねる様子を、着ぐるみを着て大縄跳びを跳ぶことによって表現。当初19点だったが、インタビュー中に篠田が加点し満点となった。
技術賞 - 27番 なんだ この顔!?
一般男性が顔を洗う度に顔が変わる様子を4人で二人羽織のようにして演じるトリック仮装。
ファンタジー賞+視聴者賞 - 21番 あまちゃん
海女が海に潜ってウニを捕る様子を、水中ゴーグルの視点から表現。第73回15番「水中ゴーグルから見た景色」と内容が酷似している。
努力賞 - 19番 ハッピーウェディング
一般女性が後ろにひっくり返り、教会の鐘が揺れる様子を鉄棒運動で表現。起き上がるとウェディングドレス姿になっている。
ユーモア賞 - 18番 トロッコ危機一発
インディー・ジョーンズがトロッコで岩山から脱出する様子を1人で仮装。
演技賞 - 7番 のどごしサイコー!
お腹を揺らす特技を、ビールを飲む時の喉の動きに見立てた作品。
アイデア賞 - 4番 初めてのお散歩
一般赤ちゃん2人ののどかな散歩が、マイケル・ジャクソンのダンスショーに展開する。
- その他備考
  - 2月中に収録・放送するのはこれが初めてとなった。
  - 第77回以来7年振りに幕張メッセで行われた。
  - 史上初めて司会者・ナレーター・審査員の全員が仮装せず正装で出演。※第92回以降も同様
  - この回より、審査員紹介の際に今回の見所が画面下に表示される。※第95回まで
  - 史上最多となる7組の優勝経験者が出場。
  - 視聴者投票がテレビのデータ放送や携帯電話、スマートフォン以外にパソコンからでも行えるようになる。
  - 第71回以来10年振りに審査対象外であるスペシャル仮装が登場。なおこの回のスペシャル仮装は別会場で演技。
  - 15番「花は咲く」の一般女性が萩本と香取に花をプレゼントした。
  - 21番や22番の両者とも連続テレビ小説からの作品である。
  - 現行の審査方法となった第2回以降、25番「土下座でいろいろ」が第10回29番「竹馬」以来2組目となる2点で不合格。演者は第89回で審査員を務めたスギちゃんで、終始ドン引きしていた審査員のローラから「すごくつまんなかった」と言われる始末になった。
  - 満点が史上最多の19組。出場組の半数以上が満点を獲得したのもこの回が初めて。また、全ての賞を満点作品が独占するのは、第79,86,88回に続いて通算4度目。
  - 2014年は春大会も秋大会も開催されなかったことにより、第2回以来34年振りの年1回放送となった。この年から年1回の放送となっている(ただし2022,2023年は休止)。
  - エスコートガールは、7回目の出演で今回からチーフを務める佐藤あずさ[1][2]、伊藤千依乃、そして初出演の中谷あすみ[3]と石川あんな[4]。

## 第92回
欽ちゃん&香取慎吾の第92回全日本仮装大賞
- 放送日 - 2015年1月12日（月・祝）19:00 - 20:54
- 収録日 - 2014年12月28日（日）
- 会場 - 東京国際フォーラム・ホールB7
- ナレーター - 堀敏彦
- 審査員 - 回数 ※92回目で初めて審査員経験回数が表示される（第95回まで）
  - 柴田理恵 - 16回目 ※放送では15回目と1回分少なく表示された
  - 天野ひろゆき（キャイ〜ン） - 2回目
  - ウド鈴木（キャイ〜ン） - 2回目
  - 大沢あかね - 初
  - 市村正親 - 初
  - 高橋尚子 - 6回目
  - 茂木健一郎 - 5回目
  - 剛力彩芽 - 初
  - ホリ - 3回目
  - 鈴江奈々 ※日本テレビアナウンサー - 初

作品について
- 応募総数 - 2340組
- 出場 - 30組
- 合格 - 27組
- 満点 - 7組
- 合格率 - 90.00%
- 満点率 - 23.33%

- 合格点 - 20点満点中15点以上
- 最高点 - 20点
- 最低点 - 9点
- 平均点 - 17.03点
- 視聴者投票参加人数 - 95856人

| No. | 作品                         |   | 点数 | 視聴者投票 | 賞             | 備考 |
| --- | ---------------------------- | - | ---- | ---------- | -------------- | --- |
| 1   | 打ち上げ花火                 | ○ | 20点 | 15868点    | 演技賞         | 番組史上10度目のトップバッター20点満点 |
| 2   | 眠れない夜                   | ○ | 19点 | 29415点    |                | 後に鈴江が審査員だった第97回16番演技賞「ルアーフィッシング」(18点)のチーム作品                                                                                     |
| 3   | おみごと!                    | ○ | 19点 | 26967点    |                | 後に鈴江が審査員だった第97回24番「ヘッドホン」(15点)のチーム作品                                                                                                   |
| 4   | 怪盗七変化                   | ○ | 20点 | 34788点    | 優勝           | |
| 5   | 筋トレ                       | ○ | 19点 | 30138点    | アイデア賞     | |
| 6   | アキバでたき火               | ○ | 15点 | 19392点    |                | ヲタ芸で焚火を表現。13点から繰り上げ合格（後述） |
| 7   | 食虫植物                     | ○ | 16点 | 23226点    |                | 手や足にハエトリグサの装飾し、虫に見立てたボールを受け止めることで食虫植物を表現。                                                                                 |
| 8   | モトクロス                   | ○ | 16点 | 27797点    |                | 出演:吉本若手芸人チーム 大縄跳びでモトクロスを表現。 |
| 9   | ハリーポッターと魔法のほうき | ○ | 18点 | 28216点    |                | |
| 10  | 城攻め                       | ○ | 20点 | 28625点    | 努力賞         | |
| 11  | ウエディングドレスで噴水     | ○ | 16点 | 30100点    |                | |
| 12  | 全日本エレキテル家族         | ○ | 16点 | 33258点    |                | 日本エレキテル連合のネタでいろいろなものを表現。 |
| 13  | ボートでデート               | ○ | 20点 | 34842点    | 技術賞         | 後に鈴江が審査員だった第97回33番視聴者投票第2位「雷」(13点・不合格)のチーム作品                                                                                    |
| 14  | 妖怪チアリーダー             | ○ | 16点 | 29356点    |                | 13点から繰り上げ合格（後述） |
| 15  | いろんな麺でGO               | ○ | 19点 | 42468点    |                | 視聴者投票第3位 出場46回、合格35回は共に歴代2位 後に鈴江が審査員だった第97回19番努力賞「タピオカでGO!」(17点)の演者の作品 第58,85回優勝組                          |
| 16  | ものまねカーチェイス         | ○ | 19点 | 42611点    |                | 視聴者投票第2位 出演:原口あきまさ・Hi-Hi |
| 17  | チャーハンを作ろう           | ○ | 19点 | 35388点    |                | 18点からトーク中に+1点 後に鈴江が審査員だった第97回23番ファンタジー賞「昔話がいっぱい」(20点)のチーム作品                                                          |
| 18  | 弓道ガール                   | ○ | 18点 | 27426点    |                | 弓道部員が180度開脚で矢に変身し、足につけたキャスターで的へと向かっていく体力仮装。                                                                                |
| 19  | 洗濯バサミでいろいろ         | ○ | 17点 | 40113点    |                | |
| 20  | 電子辞書の中                 | ○ | 16点 | 40653点    |                | 出演:庄司智春（品川庄司） ワッキー（ペナルティ） 矢部太郎（カラテカ）ほか                                                                                          |
| 21  | 1歳8か月                     |   | 09点 | 21683点    |                | 出場25回、通算10回目の不合格。3大会連続で不合格となり、勝俣州和の連続不合格記録と並んだ。後に鈴江が審査員だった第97回3番ユーモア賞「アタックNo.1」(17点)演者の作品 |
| 22  | タイツでモンスター           | ○ | 16点 | 38935点    |                | 出演:3ガガヘッズ |
| 23  | 天体観測                     | ○ | 16点 | 34290点    |                | |
| 24  | ロックンロール花火           | ○ | 17点 | 39378点    |                | 出演:A.B.C-Z。『Rock around the clock』に合わせて打ち上げ花火を表現。                                                                                              |
| 25  | おばあちゃんとの思い出       | ○ | 20点 | 39727点    | 準優勝         | 19点からトーク中に+1点(後述) |
| 26  | フライボード                 |   | 10点 | 24725点    |                | 09点からトーク中に+1点(後述) |
| 27  | ヘイ!お待ち!                 |   | 09点 | 34105点    |                | 出演:濱口優（よゐこ）、はまぐちコントサークル |
| 28  | 横綱穴ノ雪の土俵入り         | ○ | 20点 | 42101点    | ファンタジー賞 | 第49回優勝組 |
| 29  | ひとりアナ雪                 | ○ | 16点 | 40124点    | ユーモア賞     | 後に鈴江が審査員だった第97回32番「津軽海峡・冬景色」(14点・不合格)の演者の作品                                                                                     |
| 30  | アナと雪の王女               | ○ | 20点 | 50312点    | 第3位+視聴者賞 | 視聴者投票第1位 |

優勝 - 4番 怪盗七変化
怪盗が一瞬で衣装を背景に同化させ、警備員の目を欺きながら「最後の晩餐」の絵を盗む。ラストには絵も背景と同化したことで、会場を驚愕させた。
準優勝 - 25番 おばあちゃんとの思い出
小道具のバイオリンやロッキングチェアを舞台袖から操作し、シルエットの動きと合わせることで祖母との思い出を幻想的に表現。第83回9番「スリラー」で第92回と同じく準優勝を果たし、第96回35番「シルエットでサファリ」で第3位を果たし、鈴江が審査員だった第97回14番「レンガ職人」で技術賞を獲得する。
採点当初は審査員の一人が感動で泣いてしまい、残り1点を入れ忘れて19点合格だったが、萩本の指摘を受け慌てて加点し満点となった。
第3位+視聴者賞 - 30番 アナと雪の王女
新体操の動きでアナと雪の女王の世界をミュージカル風に表現。ラストには巨大な氷の城が現れ会場を感動させた。
技術賞 - 13番 ボートでデート
2人の男性がボートのオールに仮装し、カップルのボートでのデートを表現した。
ファンタジー賞 - 28番 横綱穴ノ雪の土俵入り
大相撲の土俵入りからアナと雪の女王のワンシーンに変わる作品。第49回23番「ガイコツのダンス」で優勝したチームの作品。
ユーモア賞 - 29番 ひとりアナ雪
中年男性が「Let It Go」を歌いながら、アナと雪の女王の世界をバカバカしく表現。入賞作で一番点数が低い。第50回でアイデア賞を獲得し、第68,74回で演技賞を獲得し、第72,82,94,98回で第92回と同じ賞を獲得する。
努力賞 - 10番 城攻め
城役の男子が、軍隊の絵を貼りつけた手でくすぐられ、体が震える様子を城攻めに見立てた作品。第91回21番「あまちゃん」でファンタジー賞+視聴者賞を受賞した高校応援団の作品。
演技賞 - 1番 打ち上げ花火
モールを身にまとった園児たちがブリッジや三点倒立をすることで、打ち上げ花火を上からの視点で表現。
アイデア賞 - 5番 筋トレ
第85回6番・準優勝「ただいま工事中」を演じた男子による作品。体につけた風船を膨らますことで、ボディビルで筋肉が盛り上がっていく様を表現。第53回11番「ボディービルダー」と内容が酷似している。
- その他備考
  - 応募総数が3000組を割ったのは1987年秋の第22回以来28年振り。
  - 6番「アキバでたき火」と14番「妖怪チアリーダー」は当初13点で不合格だったが、ウドが天野の2点目の審査ボタンを勝手に押すなどして合格となった。
  - 18番「弓道ガール」の出場者は仮装で芸大に入学、卒業した後はテレビ局に入社したが、その後退社してキャビンアテンダントに転職したと言い出し、会場を驚かせた。
  - この回の不合格は21番「1歳8か月」、26番「フライボード」、27番「ヘイ!お待ち!」で、3組全て9点で鐘が鳴った。但し、26番は後に1点加点された。
  - 24番「ロックンロール花火」で、旧ジャニーズグループ（現:STARTO ENTERTAINMENT）としては第65回32番「池の鯉」(20点)の草彅剛[5]以来2組目となるA.B.C-Z[6]が登場。演技後半は仮装ではなく完全にダンスパフォーマンスと化していたため萩本から突っ込まれたものの、17点で合格した。
  - 28-30番はアナと雪の女王をテーマにした作品が連続で披露され、結果は3組とも入賞。
  - エスコートガールは、8回目の佐藤あずさと初出演の3人[7][8]。原アンナ[9]、佐藤優（神田優梨）[10]、岸香菜美[11]。

## 第93回
欽ちゃん&香取慎吾の第93回全日本仮装大賞
- 放送日 - 2016年2月13日（土）19:00 - 20:54
- 収録日 - 2015年12月20日（日）
- 会場 - 東京ビッグサイト・西3ホール
- ナレーター - 堀敏彦
- 審査員 - 回数
  - 石塚英彦(ホンジャマカ) - 5回目
  - 鈴木梨央・寺田心 - ともに初 ※2人1組で審査
  - 指原莉乃 ※HKT48 - 初
  - 坂上忍 - 初
  - 柴田理恵 - 17回目 ※放送では16回目と1回分少なく表示された
  - 徳光和夫 - 7回目
  - 鈴木奈々 - 初
  - DAIGO - 初
  - 岩本乃蒼 ※日本テレビアナウンサー - 初
  - 市原尚士 ※読売新聞東京本社文化部記者 - 初

作品について
- 応募総数 - 2560組
- 出場 - 32組
- 合格 - 27組
- 満点 - 12組
- 合格率 - 84.38%
- 満点率 - 37.50%

- 合格点 - 20点満点中15点以上
- 最高点 - 20点
- 最低点 - 2点
- 平均点 - 17.78点
- 視聴者投票参加人数 - 85150人

| No. | 作品                       |   | 点数 | 視聴者投票 | 賞              | 備考 |
| --- | -------------------------- | - | ---- | ---------- | --------------- | --- |
| 1   | いないいないバァー         | ○ | 19点 | 11720点    |                 | ブランコを用いていないいないばぁを表現。 |
| 2   | 目指せ!甲子園              | ○ | 19点 | 32198点    |                 | |
| 3   | キツツキの観察             | ○ | 19点 | 31043点    |                 | |
| 4   | えだまめ                   | ○ | 20点 | 31123点    | 優勝            | |
| 5   | インスタントカメラ         | ○ | 16点 | 22604点    |                 | 大量の泡をお湯で流していくことでインスタント写真ができるさまを表現。                                                                         |
| 6   | マッスル遊園地             | ○ | 16点 | 29106点    |                 | 第99回優勝組 |
| 7   | 白のファンタジー           | ○ | 19点 | 34970点    | 第3位           | 出演:ワハハ本舗の女性劇団員チーム |
| 8   | 昔のおもちゃで遊ぼう       | ○ | 20点 | 29954点    |                 | 懐かしのおもちゃでいろいろなものを表現。19点からトーク中に+1点                                                                               |
| 9   | 桃太郎の鬼退治             | ○ | 19点 | 29108点    |                 | 第78回優勝組 |
| 10  | 続・浦島太郎               | ○ | 20点 | 34923点    |                 | 浦島太郎の後日談をオリジナルストーリーで再現。再度乙姫からもらった玉手箱を開けると浦島太郎がウサギ→赤ちゃんの順番で変身する。                |
| 11  | バスケでハードル走         | ○ | 17点 | 21872点    |                 | |
| 12  | アオムシの散歩             | ○ | 19点 | 29607点    |                 | 主婦たちがお尻を青虫の体の一部に見立てて冒険をする。第62回9番「イモムシの大冒険」と内容が酷似。                                              |
| 13  | マッチをすろう             | ○ | 20点 | 32637点    | 演技賞          | |
| 14  | 頭がい骨でスポーツ         | ○ | 19点 | 34905点    | ファンタジー賞  | |
| 15  | 風鈴の気持ち               |   | 02点 | 22538点    |                 | 出演:あばれる君 0点からトーク中に+2点（後述）                                                                                                |
| 16  | 熱気球で空中散歩           | ○ | 19点 | 28962点    |                 | |
| 17  | ダイスの名人               | ○ | 19点 | 30961点    |                 | |
| 18  | いきのいいやつ             | ○ | 20点 | 23340点    |                 | 作り物の魚がまるで手の上ではねているようにみせた表現。16点からトーク中に+4点                                                                 |
| 19  | 踊る回転寿司               |   | 13点 | 25772点    |                 | |
| 20  | 白い布でいろいろ           |   | 14点 | 27119点    |                 | |
| 21  | Why?ジャパニーズピーポー!  | ○ | 20点 | 33258点    | アイデア賞      | |
| 22  | ランプの精                 | ○ | 20点 | 36244点    |                 | 床に置いた台車に乗り、それを巨大な鏡に映すことでランプの精が出てくる様子をリアルに再現。出場当時最多タイ47回目 第58,85回優勝組               |
| 23  | ドラ猫                     | ○ | 20点 | 32025点    |                 | マンホールや電柱に現れるドラ猫を捕まえる様子を姉弟で表現。                                                                                   |
| 24  | 禿山の一夜                 | ○ | 19点 | 35527点    |                 | 新体操でクラシック曲「禿山の一夜」の世界観を表現。18点からトーク中に+1点                                                                     |
| 25  | 愛犬自慢                   | ○ | 18点 | 34676点    | ユーモア賞      | 出演:シューマッハ 第86回以来5度目の芸能人受賞作                                                                                              |
| 26  | 鳥人間コンテスト           |   | 11点 | 19549点    |                 | |
| 27  | 大きなどじょう             | ○ | 20点 | 31570点    |                 | スリラーに合わせてコミカルなドジョウすくいを行う。                                                                                           |
| 28  | 眠れる森の姫               | ○ | 20点 | 42294点    | 準優勝          | 視聴者投票第2位 第38回優勝組 |
| 29  | ソックスでそっくり         | ○ | 18点 | 38232点    |                 | 出演:原口あきまさ・はなわ |
| 30  | 懐かしのカラオケメドレー   | ○ | 20点 | 42996点    | 技術賞+視聴者賞 | 視聴者投票第1位 |
| 31  | スケート・ショートトラック |   | 14点 | 20276点    |                 | 選手の人形を棒で操る動きでスピードスケートを表現。出場26回、通算11回目の不合格。4大会連続の不合格となり、勝俣州和の3連続不合格の記録を更新。 |
| 32  | ピンボール                 | ○ | 20点 | 41132点    | 努力賞          | 視聴者投票第3位 |

優勝 - 4番 えだまめ
枝豆の莢が開き粒が現れる様子を莢の内側に見立てた布の穴から緑の顔塗りをした演者が顔を出すことで表現。演技時間が10秒の優勝作品であり、演技時間10秒以下の作品が優勝するのは、第17回33番「ボーンレスハム」、第43回8番「空き缶」に続いて史上3度目。第97回18番「タピオカミルクティー」でアイデア賞を獲得したチーム作品。
準優勝 - 28番 眠れる森の姫
たった一人で童話「眠れる森の美女」の物語を再現。第89回24番・準優勝「人形姫」を演じた主婦の作品であり、彼女の童話シリーズの8作品目である。
第3位 - 7番 白のファンタジー
ワハハ本舗の劇団員たちが、白い手で様々なものを表現する。この回は満点が12組出たが、19点の本作品がトップ3に入賞した。20点満点が3組以上出た回で、20点満点以外の作品がトップ3に入賞するのは第72回（20点満点12組）3位「トンネル通過」（18点）以来12年ぶりで、19点以下でトップ3に入賞するのは第85回の第3位「ピノキオ」と準優勝「ただ今工事中」(共に18点)以来5年ぶり。
技術賞+視聴者賞 - 30番 懐かしのカラオケメドレー
カラオケの画面に「いとしのエリー」や「なんてったってアイドル」などの名曲のPVが映し出される様子を表現。第92回10番「城攻め」で努力賞を受賞した高校応援団による作品。
努力賞 - 32番 ピンボール
ボール役の人間が格子状のパイプをつたっていくことでピンボールゲームを表現。第88回27番「岬の灯台」でファンタジー賞を、第92回13番「ボートでデート」で技術賞を受賞した男性たちの作品。
ファンタジー賞 - 14番 頭がい骨でスポーツ
ガイコツが自分の頭をボールにして様々なスポーツを行う。
演技賞 - 13番 マッチをすろう
リンボーダンスの動きで、マッチに火が付く様子を表現。第99回では6番「滝行」と26番「餅つき」で2つの賞を受賞する。
ユーモア賞 - 25番 愛犬自慢
犬の被り物を前後逆さに被り、ブリッジをすることで様々な犬を表現。
お笑いコンビ「シューマッハ」による作品であり、芸能人の作品が入賞するケースは、第86回23番「春の訪れ」以来5年ぶりであり、番組史上5度目。
アイデア賞 - 21番 Why?ジャパニーズピーポー!
厚切りジェイソンのネタを体で表現しながら、日本の体の部位に関する慣用句にツッコミを入れていく。出場した学校のALTの先生が参加している。
- その他備考
  - 第91回以来2回目の2月放送。
  - 寺田が7歳で審査員を務めた。7歳以下の審査員は第87回の芦田愛菜以来2人目。
  - 3番「キツツキの観察」と30番「懐かしのカラオケメドレー」は2つとも同じ高校応援団が演じており、1人の女性団員がその2つの作品に出演した。
  - 10番「続・浦島太郎」の出場者の一人は第92回1番「打ち上げ花火」に出場していた。
  - あばれる君が演じた15番「風鈴の気持ち」は当初0点だったが、インタビュー中に審査員の鈴木・寺田が2点加点（初め誰も点を入れなかったため躊躇）。そのため、真の0点（講評中の追加点無しで0点のまま退場）は2018年の第95回を待つことになる。2点で不合格はスギちゃんが演じた第91回25番「土下座でいろいろ」以来3組目。また、0点で鐘が鳴ったのは第33回28番「黒板消し」以来2度目。
  - 25番「愛犬自慢」だけ演技中の作品名が右上に表示される。
  - エスコートガールは4名[13]。9回目の出演の佐藤あずさ[14][15]、2回目の原アンナ[16]、初出演の愛菜[17]、そして 宇野みちる。

## 第94回
欽ちゃん&香取慎吾の第94回全日本仮装大賞
- 放送日 - 2017年1月21日（土）19:00 - 20:54
- 収録日 - 2016年12月11日（日）
- 会場 - 千葉・幕張メッセ国際展示場（幕張イベントホール）ホール7
- ナレーター - 堀敏彦
- 審査員 - 回数
  - 久本雅美 - 22回目
  - 鈴木梨央・寺田心 - ともに2回目 ※2人1組で審査
  - 指原莉乃 ※HKT48 - 2回目
  - ヒロミ(B-21スペシャル) - 2回目
  - 金藤理絵 - 初
  - 徳光和夫 - 8回目
  - 小池栄子 - 8回目
  - キャイ〜ン - 3回目 ※2人1組で審査
  - ヘレン・マルーリス - 初
  - 辻岡義堂 ※日本テレビアナウンサー、川床弥生 ※読売新聞記者 - ともに初 ※2人1組で審査

作品について
- 応募総数 - 3147組
- 出場 - 31組(26番を2組に分離なら32組)
- 合格 - 28組
- 満点 - 17組
- 合格率 - 90.32%
- 満点率 - 54.84%

- 合格点 - 20点満点中15点以上
- 最高点 - 20点
- 最低点 - 9点
- 平均点 - 18.13点
- 視聴者投票参加人数 - 75015人

| No.    | 作品                       |   | 点数 | 視聴者投票 | 賞             | 備考 |
| ------ | -------------------------- | - | ---- | ---------- | -------------- | --- |
| 1      | 朝顔                       | ○ | 20点 | 13733点    |                | ポールダンスの動きで朝顔の成長を表現。 |
| 2      | カメ                       | ○ | 20点 | 29394点    |                | 少年が「うさぎとかめ」を歌いながら、ブリッジで亀の行進を表現。 |
| 3      | 助けて〜!                  | ○ | 17点 | 21533点    |                | 第93回優勝組 |
| 4      | 乾燥機                     |   | 12点 | 23912点    |                | 大量の服をつけた演者が、ハムスターの滑車のような装置の中で回転することで、乾燥機を表現 |
| 5      | 草刈り機                   | ○ | 20点 | 30184点    | アイデア賞     | 視聴者投票第5位 第90回優勝組 |
| 6      | 赤ずきんちゃん             | ○ | 20点 | 27178点    | 準優勝         | |
| 7      | パーフェクトピーマン       | ○ | 15点 | 26734点    |                | 出演:原口あきまさ（タレント最多7回出場）一家 |
| 8      | 缶詰工場                   | ○ | 20点 | 26573点    |                | カップソングの遊びで缶詰がベルトコンベアーを流れていく様を表現。最後は缶詰が積みあがって「完」の字になる。19点からトーク中に+1点 |
| 9      | 見上げてごらん夜の星を     | ○ | 19点 | 24639点    | ユーモア賞     | |
| 10     | 霊長類最強女子             | ○ | 20点 | 28401点    |                | 19点からトーク中に+1点 |
| 11     | ラジオ体操でオリンピック   | ○ | 20点 | 25496点    |                | ラジオ体操の運動を様々なオリンピック競技の動作に見立てた作品 |
| 12     | ひねり王子                 | ○ | 18点 | 27100点    |                | 白井健三の跳馬を連続写真で表現。香取慎吾が「個人的に20点満点」と絶賛した作品 |
| 13     | 泣きっ面にハチ             | ○ | 17点 | 26443点    |                | ピタゴラスイッチの世界観で、男性に次々と災難が降りかかる様を表現。第78回12番・アイデア賞「そしてグチャグチャになった」系統の作品 |
| 14     | シン・ゴジラ               | ○ | 16点 | 25506点    |                | |
| 15     | シン・納豆ゴジラ           | ○ | 20点 | 23203点    |                | |
| 16     | スーパー主婦               | ○ | 20点 | 32559点    |                | 視聴者投票第4位 主婦が柔軟運動で様々な家事をする動作を表現 |
| 17     | 流鏑馬                     |   | 13点 | 17204点    |                | 顔を的に見立て、ピロピロ笛を吹くことで流鏑馬の矢が命中するさまを表現。 出場27回、5回連続12回目の不合格。26番の演技終了後萩本の提案で再演技に挑戦。                                                                                     |
| 18     | ゴーストバスターズ         | ○ | 18点 | 25228点    |                | 演技終了時は17点、合格作品ダイジェストでは18点 |
| 19     | 髪かざりで遊ぼう           | ○ | 17点 | 27183点    |                | |
| 20     | お引越し                   | ○ | 20点 | 24262点    | 演技賞         | 出場当時最多タイ48回目 第86回優勝組 |
| 21     | 100m平泳ぎ決勝             | ○ | 20点 | 26054点    | 技術賞         | |
| 22     | 電車のつり革               | ○ | 17点 | 25456点    |                | 上半身と下半身役が分かれて演じることで、電車のつり革で吊り輪の演技をする様を表現。出発駅を「リオデジャネイロ」終点を「東京駅」にすることで、オリンピックの開催地のバトンタッチを演出。第52回27番・優勝「あん馬」を参考にしたような作品 |
| 23     | カヌー決勝                 | ○ | 20点 | 29061点    | 第3位          | |
| 24     | 移動どうぶつ園             | ○ | 16点 | 27761点    |                | 出演:シューマッハ（2大会連続出場） |
| 25     | ジェットコースターリポート | ○ | 18点 | 29242点    |                | 出場当時最多タイ48回目。鏡を使ってTVのジェットコースター中継のワイプを表現。第58,85回優勝組 |
| 26     | あばれ御輿                 |   | 13点 | 21501点    |                | |
| 26(改) | 日本伝統文化               | ○ | 20点 | 27812点    |                | 当初の17番と26番が合体（後述） |
| 27     | 美女と野獣                 | ○ | 20点 | 29387点    | ファンタジー賞 | |
| 28     | ポールダンスでいろいろ     | ○ | 20点 | 34597点    | 努力賞         | 視聴者投票第2位 |
| 29     | ビリヤードの天才           | ○ | 20点 | 36164点    | 優勝+視聴者賞  | 視聴者投票第1位 出演:梶原比出樹チーム |
| 30     | 鼻でめっちゃホリディ       |   | 09点 | 22042点    |                | 出演:はるな愛 |
| 31     | こんな音?                  | ○ | 20点 | 32650点    |                | 視聴者投票第3位 先天性難聴の方々が演技 「もし○○がこんな音だったら」という感情を空想的に表現。「虹の音」「雪の音」など、演者の感性に会場は感動。                                                                                        |

優勝+視聴者賞 - 29番 ビリヤードの天才
玉がビリヤード場を飛び出し様々なピンチの場面を救っていく。前回出場の第91回に続く優勝。このグループは出場30回31作品で優勝8回、準優勝2回、第3位1回、各賞13回となった。また視聴者賞が優勝作品に授与されたのはこれが唯一。
準優勝 - 6番 赤ずきんちゃん
女の子1人で赤ずきんちゃんの物語を演じた。この女の子は授賞式で賞金の使い道について聞かれた際「募金をする」と答え会場を驚かせた。
第3位 - 23番 カヌー決勝
波しぶきに扮した父親が、子供を乗せながら床をクロールで移動し、カヌー競技を表現。第90回で欠場し、第91回以降出場している子供とその父親の作品。
技術賞 - 21番 100m平泳ぎ決勝
100m平泳ぎ決勝の様子を、様々なカメラアングルから表現。第73回10番・準優勝「ペンギン大パニック」の代表を務めた男性たちの作品。
努力賞 - 28番 ポールダンスでいろいろ
ポールダンスで様々なものに仮装。ポールダンスのダブルス世界チャンピオンのタイトルを持っているグループによる仮装。第95回21番「風の強い日」で第94回と同じ賞を獲得する。
ファンタジー賞 - 27番 美女と野獣
ディズニー映画「美女と野獣」のシーンをミュージカル風に表現。ポット夫人役の女の子の演技力が高いと絶賛。
演技賞 - 20番 お引越し
男女2人がダンボールを持ち上げた時、女性が足元を滑らせた拍子に男性の首が外れてしまうというトリック仮装。第91回27番・技術賞「なんだこの顔!?」を演じた家族による作品。
ユーモア賞 - 9番 見上げてごらん夜の星を
「見上げてごらん夜の星を」を歌いながら、全身を使って満天の星をバカバカしく表現。受賞した作品で唯一満点ではない。第50回7番「バッティングセンター」、第68回7番「モーニング娘。のコンサート」、第72回26番「弓道日本一」、第74回17番「マツケンサンバin東京ドーム」、第82回24番「ロケット発射」、第92回29番「ひとりアナ雪」を演じた常連の中年男性による作品。第50回はアイデア賞、第68,74回は演技賞、第72,82,92,98回は第94回と同じ賞を獲得する。
アイデア賞 - 5番 草刈り機
草刈り機に扮した人間を担ぎ振り回すことで、草刈りを行う。第53回51番「草刈り機」のアレンジ版。第93回で3番「キツツキの観察」と30番「懐かしのカラオケメドレー」（技術賞+視聴者賞）を演じた高校応援団の作品。
農夫役の男子は演技時間に入っていることに気づかず、他のメンバーから呼びかけられたことで、5秒程度遅れて演技をスタートした。演技終了後に彼は「ハッとした。」とインタビューでコメントをし、香取からイジられた。
- その他備考
  - 第91回以来3年ぶりに応募総数が3000組を突破。
  - 香取はSMAP解散後としては初の当番組への出演となった（収録は解散前）。
  - 現行の番組セットで左側の衝立に設置されていたHDモニターが撤去される（かつては右側衝立にも設置されていたが第84回に撤去）。
  - リオデジャネイロオリンピック出場選手から、女子水泳200m平泳ぎ金の金藤理絵と、女子レスリング53kg級金のヘレン・マルーリスが審査員を務めた。出場作品にも、オリンピック関連の作品が多数登場した。
  - 8番「缶詰工場」で女性たちが歌っていたメロディは「コロベイニキ」。
  - 2017年1月9日（月）にNTV系列で放送された『はじめてのおつかい』に出演した4歳の少女が10番「霊長類最強女子」を演じた。
  - 11番「ラジオ体操でオリンピック」を演じた女性の名前のテロップでは年齢が伏せられていた。演技終了後のインタビューで萩本がその女性を見て「14歳くらいじゃないの?」と質問したらその女性は「25歳です」と答えて、女性の外見と年齢のギャップに会場は驚いた。
  - 26番「あばれ御輿」は当初13点で不合格となったが、「何か1つ足りない」と感じた萩本が急遽、既に同じく13点で不合格となっていた17番「流鏑馬」を追加することを発案。萩本が「日本伝統文化」と改題して再挑戦をさせた。結果は20点で、2組に合格メダルがかけられた（改題した26番を合格扱い）。不合格作品同士によるコラボ仮装が行われたのは番組史上初めて。
  - 20点満点の数が歴代2位であり、出場者の半数以上が20点満点を獲得するのは、第91回に続いて2度目。
  - 平均視聴率は10.6%（関東地区・世帯・リアルタイム、ビデオリサーチ調べ）。
  - エスコートガールは、10回目の出演の佐藤あずさ[20]、3回目の原アンナ[21][22]、2回目の愛菜[23]、初出演の 佐野いずみ[24]、三井ちさと[25]。

## 第95回
欽ちゃん&香取慎吾の第95回全日本仮装大賞
- 放送日 - 2018年2月3日（土）19:00 - 20:54
- 収録日 - 2018年1月1日（月）
- 会場 - 東京・蒲田 片柳アリーナ（日本工学院専門学校）
- ナレーター - 堀敏彦
- 審査員 - 回数
  - 徳光和夫 - 9回目
  - 二階堂ふみ - 初
  - 又吉直樹 - 初
  - ブルゾンちえみ - 初
  - 横山だいすけ - 初
  - 久本雅美 - 23回目
  - 梅沢富美男 - 初
  - 滝菜月 ※日本テレビアナウンサー - 初
  - 陣内智則 - 初
  - 川床弥生 ※読売新聞記者 - 2回目

作品について
- 応募総数 - 3316組
- 出場 - 35組
- 合格 - 19組
- 満点 - 4組
- 合格率 - 54.29%
- 満点率 - 11.43%

- 合格点 - 20点満点中15点以上
- 最高点 - 20点
- 最低点 - 0点
- 平均点 - 14.37点
- 視聴者投票参加人数 - 156038人 ※最多記録

| No. | 作品                     |   | 点数 | 視聴者投票 | 賞             | 備考 |
| --- | ------------------------ | - | ---- | ---------- | -------------- | --- |
| 1   | 丸太乗り                 | ○ | 15点 | 048833点   |                | 先生と生徒が組体操の要領で、丸太乗りの演技を表現。 |
| 2   | サファリパーク           | ○ | 19点 | 079232点   | ファンタジー賞 | |
| 3   | ロデオ                   |   | 10点 | 041334点   |                | 男性が一人でロデオの暴れ馬を表現。演技終了後、力尽きて酸素を吸っている姿が映し出された。 |
| 4   | 踊る宇宙人               |   | 10点 | 051012点   |                | フラダンスで宇宙人を表現。 |
| 5   | 稲刈り                   |   | 09点 | 030400点   |                | 作り物の稲を貼った足を交互に出しながら、稲刈りを再現。当初は4点、その後9点で再び不合格の鐘が鳴ったが、ジワジワ点数が上がる様子が笑いを誘った。出場28回、6回連続13回目の不合格。                  |
| 6   | カメレオン               |   | 14点 | 064379点   |                | 舌に扮した男性が前転や台車を使ってカメレオンの捕食を表現。 |
| 7   | 打ち上げ花火             |   | 10点 | 050000点   |                | |
| 8   | 男子100m走               | ○ | 16点 | 052893点   |                | お腹を揺らす動きで100m走を走るランナーを表現。 |
| 9   | カット野菜でいろいろ     |   | 14点 | 069832点   |                | 野菜カットで野菜を切るさまを、スロットマシーンやだるま落としに見立てた作品。 |
| 10  | 診察室                   | ○ | 16点 | 052864点   |                | 医者が診察室のベッドを引き抜くと、まるで患者役の女性が宙に浮いているように見せたトリック仮装。実際は背景から鉄棒が出ており、患者が片足だけで体を支えている。15点からトーク中に+1点。第78回優勝組 |
| 11  | 温泉を掘ろう             |   | 13点 | 065519点   |                | |
| 12  | 焼きそばを作ろう         |   | 09点 | 058432点   |                | 出演:鈴木奈々。 ヘッドバンギングで焼きそばをフライパンで炒めるさまを表現した作品。 |
| 13  | 浴衣で金魚               |   | 11点 | 047185点   |                | 10点からトーク中に+1点。 |
| 14  | 靴下で高跳び             | ○ | 17点 | 051021点   | アイデア賞     | |
| 15  | ウォーリーのテニス観戦   | ○ | 15点 | 046200点   |                | 4人の人間が自分の両サイドにあるウォーリー人形の首を動かして、テニス観戦を再現した作品。人形と思われているウォーリーの中に本物の人間のウォーリーが混じっているというオチ。14点から繰り上げ合格。  |
| 16  | スターウォーズごっこ     | ○ | 19点 | 078741点   | 演技賞         | |
| 17  | 不思議の国のアリス       | ○ | 20点 | 111693点   | 第3位+視聴者賞 | 視聴者投票第1位。 |
| 18  | テッポウウオ             |   | 11点 | 063094点   |                | お風呂遊びの水鉄砲の要領で、テッポウウオが虫を打ち落とすさまを表現。的に命中せず、なかなか演技が終わらない様子が笑いを誘った。10点からトーク中に+1点。                                           |
| 19  | パンダの家族             | ○ | 15点 | 075278点   |                | エクササイズ用のボールの上にお尻をのっけた姿をパンダの親子に見立てた作品。 |
| 20  | お線香                   |   | 12点 | 068565点   |                | 足をお線香に見立て、火のついたお線香の灰が崩れて短くなっていくさまを表現。 |
| 21  | 風の強い日               | ○ | 18点 | 098157点   | 努力賞         | 視聴者投票第3位。 |
| 22  | 丸太運び                 | ○ | 15点 | 080583点   |                | 親方が丸太を持ち上げた瞬間、弟子の首が外れてしまったようにみせたびっくり作品。不合格の鐘が鳴りかけた瞬間に15点のランプが点灯し合格。出場当時最多タイ49回目。第86回優勝組                         |
| 23  | 参勤交代                 | ○ | 20点 | 107111点   | 優勝           | 視聴者投票第2位。 |
| 24  | 牛乳パック               | ○ | 19点 | 093017点   | ユーモア賞     | |
| 25  | いろんなアチョー         |   | 12点 | 062351点   |                | 燃えよドラゴンのBGMに合わせて、「アチョー」の付くものを表現。第72回31番・優勝「ダダッダッダダ」や一時期仮装大賞の名物だった「いろんな○○」シリーズ系統の作品。                                    |
| 26  | 突風                     | ○ | 16点 | 078874点   |                | マイケルジャクソンのゼログラヴィティーの仕掛けで、突風にあおられた男性の体が地面すれすれまで反るさまを表現。                                                                                     |
| 27  | カマキリ                 | ○ | 20点 | 085576点   | 技術賞         | |
| 28  | 酒が飲めるぞ             |   | 12点 | 083019点   |                | バラクーダの日本全国酒飲み音頭の替え歌に合わせて、おじさんたちが季節の風物詩とともに、酒を飲むさまを表現。                                                                                       |
| 29  | へび                     | ○ | 18点 | 076975点   |                | ローラーブレイドの動きで、ヘビが移動する様子を表現。最後には萩本に向かってピロピロ笛の舌を出していた。                                                                                           |
| 30  | 狼と七匹のこやぎ         | ○ | 16点 | 077214点   |                | たった一人でオオカミと七匹の子ヤギの物語を再現。第38回優勝組。15点からトーク中に+1点。 |
| 31  | 透明な猿                 | ○ | 15点 | 070372点   |                | 舞台袖から、首輪やバナナを操作することで、まるで透明な猿がそこにいるかのように猿回しをする様子を表現。14点から繰り上げ合格。                                                                     |
| 32  | 山頂アタック             |   | 00点 | 050076点   |                | 出演:with Bことブリリアン。 番組史上初の0点。登山者が背中合わせでくっつきシーソー運動で吹雪に飛ばされるさまを表現。                                                                              |
| 33  | ケンカ三番勝負           | ○ | 20点 | 083420点   | 準優勝         | |
| 34  | 懐メロで冬のオリンピック |   | 14点 | 065990点   |                | 懐メロに合わせて冬季五輪のスポーツを駄洒落で表現。22番の演者と同じく、出場当時最多タイ49回。第78回11番「すね毛でGO!」(13点)以来11年ぶりの不合格。第58,85回優勝組                                 |
| 35  | 影絵 ジャックと豆の木    |   | 13点 | 079109点   |                | ジャックと豆の木の物語を実写と影絵の合成で表現した作品。 |

優勝 - 23番 参勤交代
大縄跳びで参勤交代の大名行列を表現。途中で縄が引っ掛かってしまい1回失敗してしまったが、諦めずにやり直し続けたため満点を獲得。
準優勝 - 33番 ケンカ三番勝負
男の子が1人で犬と猫、ニワトリ、夫婦の順に喧嘩場面を表現。演技後のインタビュー中、香取に前の32番「山頂アタック」が0点だったことを振られ「あれだけやって0点っておかしくないですか?」と発言。
第3位+視聴者賞 - 17番 不思議の国のアリス
新体操の動きで不思議の国のアリスの世界を表現。
技術賞 - 27番 カマキリ
逆立ちした状態をカマキリに見立てて、侍のように竹や灯篭を斬っていくさまを表現。第98回10番「ワン!」でファンタジー賞を獲得する。
努力賞 - 21番 風の強い日
ポールを街灯に見立て、ポールダンスの技で、2人の女性が強風に飛ばされそうになる様子を表現。第94回28番「ポールダンスでいろいろ」で努力賞を受賞したポールダンス世界チャンピオンチームの作品。
ファンタジー賞 - 2番 サファリパーク
女性たちが重なりあって、サファリパークの動物たちを表現。第93回12番「アオムシの散歩」のチームの作品。
演技賞 - 16番 スターウォーズごっこ
男の子が一人でスターウォーズの世界観を遊びで表現する作品。この男の子はスターウォーズのファンであり、インタビュー時、「将来の夢は?」と聞かれて「ルーカスフィルムで働く」と答えていた。
ユーモア賞 - 24番 牛乳パック
ラジオ体操の動きで牛乳パックをたたんでいく様子を表現。また体をねじったり曲げたりする運動のときに牛乳が飛び出るさまをピロピロ笛で再現。第98回21番「ご祝儀袋」で第3位を果たし、第99回の6番「滝行」と26番「餅つき」で2つの賞を受賞する。
アイデア賞 - 14番 靴下で高跳び
ルーズソックスの上げ下げの動作で、走り高跳びを表現。
- その他備考
  - 第77回以来11年ぶりの元日収録。片柳アリーナでの収録は初めて。
  - 番組冒頭は初めて会場外から萩本と香取が挨拶。香取はCULEN移籍後としては初の当番組への出演となった。
  - 番組放送中随所に香取の生出演のパートを挿入し、視聴者投票の説明や中間報告、出場者の募集などを行った。冒頭は、かつて香取が司会を務めた『SmaSTATION!!』（テレビ朝日系列）冒頭場面のパロディで始まった。また、視聴者投票の結果発表は第89-94回は堀が務めていたが、この回は香取が務めた。※第96回も同様
  - 審査員10名中7名が初出演。ただし又吉は第86回4番「スフィンクスの楽しみ」で出場経験がある。
  - 3-7番まで5作品連続不合格。これは第64回の35-39番以来17年ぶり。
  - 満点4組、不合格数16組という、近年まれに見る第6回などのような厳格な審査が行われた。合格率は第39回以来25年ぶりに60%を下回った。また、第39回と同様に最終組の不合格により合格19組となった。さらに、全体平均点も15点を下回ったのは、審査員5人制の第81-85回を含めると第85回以来7年ぶりだが、審査員10人制に限定すると第44回以来23年ぶりとなる。
  - 32番「山頂アタック」は番組史上初となる0点の作品となった[26][27]。香取は「歴史に残るくらいひどかった」、萩本も「0点、出ちゃったねぇ。歴史だよ」とそれぞれコメントした[26]。なお、第94回までの最低得点は第17回42番「はかり」と第33回28番「黒板消し」の1点だった。また、0点で不合格の鐘が鳴ったのは、先述の「黒板消し」（最終的には1点）と第93回15番「風鈴の気持ち」（最終的には2点）に続き3度目。演者はブリリアンで、誰からも評価されなかった内に2人の仮装を見てドン引きしていた審査員の梅沢富美男から「帰れ」と言われる始末になった。
  - 平均視聴率は13.1%（関東地区・世帯・リアルタイム、ビデオリサーチ調べ）と、前年比2.5ポイント上昇した[26]。
  - エスコートガールは、[28]11回目の出演の佐藤あずさ以外は初出演の3人。[29]笛木陽子（笛木ハル）[30][31]、[32]柊ナツ、[33]こちえ。

## 第96回
欽ちゃん&香取慎吾の第96回全日本仮装大賞
- 放送日 - 2019年2月2日（土）19:00 - 20:54
- 収録日 - 2018年12月30日（日）
- 会場 - 東京・蒲田 片柳アリーナ（日本工学院専門学校）
- ナレーター - 堀敏彦
- 審査員 - 回数
  - 梅沢富美男 - 2回目
  - 久本雅美 - 24回目
  - 織田信成 - 初
  - 宮澤エマ - 初
  - ヒロミ(B-21スペシャル) - 3回目
  - キムラ緑子 - 初
  - みやぞん（ANZEN漫才） - 初
  - 市來玲奈 ※日本テレビアナウンサー - 初
  - 陣内智則 - 2回目
  - 宮路美穂 ※報知新聞記者 - 3回目

作品について
- 応募総数 - 3620組
- 出場 - 35組
- 合格 - 17組
- 満点 - 7組
- 合格率 - 48.57%
- 満点率 - 20.00%

- 合格点 - 20点満点中15点以上
- 最高点 - 20点
- 最低点 - 6点
- 平均点 - 14.91点
- 視聴者投票参加人数 - 145627人

| No. | 作品                       |   | 点数 | 視聴者投票 | 賞             | 備考 |
| --- | -------------------------- | - | ---- | ---------- | -------------- | --- |
| 1   | ダチョウを捕まえろ!        |   | 10点 | 033525点   |                | 出場29回、7回連続14回目の不合格。1番の不合格は第33回以来28年ぶり                                                 |
| 2   | 陸上競技の天才             | ○ | 18点 | 058698点   |                | |
| 3   | クレーンゲーム             | ○ | 18点 | 078301点   |                | |
| 4   | でんでん太鼓               |   | 11点 | 049954点   |                | |
| 5   | 透明人間の酔っぱらい       |   | 13点 | 064413点   |                | ラーメン屋の屋台から出てきた酔っぱらいの透明人間がいるかのように見せた作品                                       |
| 6   | 直滑降                     |   | 14点 | 063353点   |                | ファスナーを白い糸で引っ張り下ろして、スキーの滑走を再現                                                         |
| 7   | どんなひょっこりはん?      | ○ | 18点 | 081349点   |                | |
| 8   | 水族館オールスターズ       | ○ | 20点 | 105111点   | 優勝           | |
| 9   | 引っ越し                   | ○ | 16点 | 082079点   |                | ブリッジで引っ越しの宅配業者を一人で再現                                                                         |
| 10  | 地球温暖化                 |   | 13点 | 069697点   |                | 赤いジュースを飲み干して、地球の熱が冷めていく様子を表現。11点からトーク中に+2点                                 |
| 11  | メロンパンから始めよう     |   | 06点 | 060224点   |                | |
| 12  | 顔ヨガ                     |   | 12点 | 068628点   |                | 11点からトーク中に+1点                                                                                           |
| 13  | 遊園地のバイキング         | ○ | 19点 | 103336点   | ユーモア賞     | |
| 14  | チーズで縄跳び             | ○ | 18点 | 070455点   |                | |
| 15  | ペットボトルの神様         |   | 13点 | 079163点   |                | |
| 16  | スパイ大作戦               | ○ | 20点 | 108703点   | 技術賞         | 視聴者投票第2位                                                                                                  |
| 17  | グレーヘアでGO!            | ○ | 15点 | 088655点   |                | 出場単独最多50回目 第58,85回優勝組                                                                               |
| 18  | トランペットの調べにのせて |   | 12点 | 063055点   |                | |
| 19  | ボウリング                 |   | 11点 | 060392点   |                | 鼻の穴と口をボウリングの玉の穴に見立てて、ストライクを取るさまを再現                                             |
| 20  | 人力車                     |   | 10点 | 066270点   |                | タイヤに扮した人間がひたすら前転をして、人力車を再現                                                             |
| 21  | サーファー危機一髪         | ○ | 18点 | 102549点   | アイデア賞     | |
| 22  | ウリボウ                   |   | 14点 | 072258点   |                | |
| 23  | アシカショー               | ○ | 20点 | 107293点   | 準優勝         | 視聴者投票第3位                                                                                                  |
| 24  | ピーターパン               | ○ | 20点 | 106029点   | ファンタジー賞 | |
| 25  | ヤドカリのビーチフラッグ   |   | 10点 | 067004点   |                | |
| 26  | アリスの小さくなる薬       |   | 12点 | 060540点   |                | |
| 27  | ストーブの歴史             | ○ | 20点 | 087181点   | 演技賞         | |
| 28  | 女子高生のパルクール       |   | 14点 | 090273点   |                | |
| 29  | お出かけ                   |   | 13点 | 055391点   |                | 11点からトーク中に+2点                                                                                           |
| 30  | まんじゅう早食い競争       |   | 10点 | 057692点   |                | 運動会の風船割競争で、まんじゅうの早食いバトルを表現                                                             |
| 31  | しゃくとり虫               |   | 11点 | 071978点   |                | 女性がしゃくとり虫の動きを再現。10点からトーク中に+1点 第78回優勝組                                              |
| 32  | 東京今昔物語               | ○ | 18点 | 083554点   |                | 高度経済成長期から現在かけての東京の移り変わりを再現。                                                           |
| 33  | イコライザー               | ○ | 20点 | 086271点   | 努力賞         | |
| 34  | 注射器で仮装大賞           | ○ | 15点 | 075454点   |                | 合格ラインに見立てた注射器を押すと、チューブのもへじで描かれた萩本と香取の顔が浮かび上がる。14点から繰り上げ合格 |
| 35  | シルエットでサファリ       | ○ | 20点 | 109091点   | 第3位+視聴者賞 | 視聴者投票第1位                                                                                                  |

優勝 - 8番 水族館オールスターズ
DA PUMPの「U.S.A.」に合わせて水族館の生き物がダンスをする仮装。サビの部分でエビがいいねダンスをする事で「カーモンベイビー(エービー)アメリカ」という洒落を取り入れている。
準優勝 - 23番 アシカショー
父親がアシカになって、アシカの曲芸を演じた作品。第94回23番「カヌー決勝」で第3位を獲得し、第97回16番「ルアーフィッシング」で演技賞を獲得した90回欠場組の作品。
第3位+視聴者賞 - 35番 シルエットでサファリ
影絵でアフリカの動物を再現。第83回9番「スリラー」と第92回25番「おばあちゃんとの思い出」で準優勝を果たしたチーム作品。
技術賞 - 16番 スパイ大作戦
スパイ映画の場面展開を、様々なカメラアングル&遠近法で再現。第95回15番「ウォーリーのテニス観戦」の演者の作品。
努力賞 - 33番 イコライザー
口に色付きのゴムをくわえて、背筋運動でイコライザーを表現した体力仮装。第73回34番・優勝「そしていなくなった」の代表者が監修した作品。
ファンタジー賞 - 24番 ピーターパン
新体操の演技でピーターパンの物語を繰り広げる。
演技賞 - 27番 ストーブの歴史
おばあさんが一人でストーブの歴史を再現。初出場の第89回7番「懐かしき昭和」でアイデア賞を獲得する。
ユーモア賞 - 13番 遊園地のバイキング
鉄棒の連続回りで遊園地のアトラクション「バイキング」を表現。
アイデア賞 - 21番 サーファー危機一髪
ブレイクダンスで、サーファーが波に飲まれる事故から生還する様を表現。
- その他備考
  - 2010年代及び平成時代最後の回。
  - 新聞社からの審査員が、読売新聞社ではなく報知新聞社に変更された。
  - 前回の第95回同様、随所に香取の生放送場面を挿入。冒頭は、かつて香取が司会を務めた『SmaSTATION!!』（テレビ朝日系列）冒頭場面のパロディで始まった。
  - 11番のトーク中、第95回32番「山頂アタック」で0点となったブリリアンは、この回は真剣に参加した予選も通過する事ができず、観客席にいることが司会者から露にされた。
  - 28-31番まで4作品連続不合格。これは第60回の35-38番以来19年ぶり。
  - 芸能人による作品が無かった。これはスペシャル仮装を除くと第71回以来15年ぶりで、スペシャル仮装を含めての無しだと第59回以来19年ぶり。
  - 合格17組は第2回に次いで2番目に少ない。また第10回以来36年ぶりに合格が不合格を下回り、第95回に続き厳格な審査となった。
  - 視聴者投票で10万点以上を獲得した7作品が全て入賞を果たした。
  - エスコートガールは、チーフ・バニーの佐藤あずさ（12回目の出演）[34]、[35]2回目の出演の 柊ナツと こちえ[36][37]、そして波多野美希。

## 第97回
欽ちゃん&香取慎吾の第97回全日本仮装大賞
- 放送日 - 2020年2月1日（土）19:00 - 20:54
- 収録日 - 2019年12月29日（日）
- 会場 - 東京・蒲田 片柳アリーナ（日本工学院専門学校）
- ナレーター - 堀敏彦
- 審査員 - 回数
  - 中川家（礼二・剛） - 2回目 ※2人1組で審査
  - 小島瑠璃子 - 初
  - 高橋克実 - 初
  - 柚希礼音 - 初
  - 梅沢富美男 - 3回目
  - 福岡堅樹 - 初
  - 久本雅美 - 25回目
  - 武田真治 - 初
  - 鈴江奈々 ※日本テレビアナウンサー - 2回目
  - 石田汗太 ※読売新聞編集委員 - 初

作品について
- 応募総数 - 2719組
- 出場 - 33組
- 合格 - 19組
- 満点 - 6組
- 合格率 - 57.58%
- 満点率 - 18.18%

- 合格点 - 20点満点中15点以上
- 最高点 - 20点
- 最低点 - 3点
- 平均点 - 14.67点
- 視聴者投票参加人数 - ?人

| No. | 作品                       |   | 点数 | 賞             | 備考 |
| --- | -------------------------- | - | ---- | -------------- | --- |
| 1   | 出初式                     | ○ | 15点 |                | |
| 2   | カニでハカ                 | ○ | 15点 |                | |
| 3   | アタックNo.1               | ○ | 17点 | ユーモア賞     | 出場30回目で初入賞 鈴江が審査員だった第92回21番「1歳8か月」(9点・不合格)の演者の作品 |
| 4   | スマホで100面相            |   | 13点 |                | |
| 5   | アラジン                   |   | 13点 |                | 12点からトーク中に+1点 |
| 6   | UFO                        | ○ | 18点 |                | |
| 7   | いろんなロック             |   | 11点 |                | |
| 8   | お家をつくろう             |   | 14点 |                | 出演:りんごちゃん |
| 9   | ワカサギ釣り               |   | 08点 |                | |
| 10  | 花唄                       | ○ | 15点 |                | |
| 11  | カブト対クワガタのラグビー | ○ | 15点 |                | |
| 12  | 竹馬探検隊                 |   | 12点 |                | 久本、中川家と共に審査員だった第70回10番「夏休みの体操」(17点)のチーム作品 |
| 13  | 阿修羅像                   |   | 03点 |                | |
| 14  | レンガ職人                 | ○ | 16点 | 技術賞         | |
| 15  | イージーライダー           |   | 07点 |                | 出演:ANZEN漫才・ジャイアントジャイアンこまたつ |
| 16  | ルアーフィッシング         | ○ | 18点 | 演技賞         | 鈴江が審査員だった第92回2番「眠れない夜」(19点)のチーム作品 |
| 17  | 競泳バタフライ             | ○ | 20点 | 準優勝         | |
| 18  | タピオカミルクティー       | ○ | 20点 | アイデア賞     | 第93回優勝組 |
| 19  | タピオカでGO!              | ○ | 17点 | 努力賞         | 出場最多51回目 第58,85回優勝組 久本、中川家と共に審査員だった第70回11番第3位「ハーフパイプ」(20点)及び鈴江が審査員だった第92回15番「いろんな麺でGO」(19点)の演者の作品。                                                 |
| 20  | 飛行機の歴史               | ○ | 15点 |                | |
| 21  | TT兄弟                     |   | 10点 |                | 出演:チョコレートプラネット |
| 22  | TT姉妹                     | ○ | 20点 |                | |
| 23  | 昔話がいっぱい             | ○ | 20点 | ファンタジー賞 | 鈴江が審査員だった第92回17番「チャーハンを作ろう」(19点)のチーム作品 |
| 24  | ヘッドホン                 | ○ | 15点 |                | 13点から繰り上げ合格 鈴江が審査員だった第92回3番「おみごと!」(19点)のチーム作品 |
| 25  | 足の裏でいろいろ           |   | 13点 |                | |
| 26  | ピノキオ                   | ○ | 20点 | 優勝           | 視聴者投票第3位:29059点 |
| 27  | メリーゴーラウンド         |   | 12点 |                | |
| 28  | 機内モニター               | ○ | 15点 |                | |
| 29  | ホールインワン             | ○ | 18点 |                | |
| 30  | 熱狂!ラグビー中継          | ○ | 20点 | 第3位+視聴者賞 | 視聴者投票第1位:33254点 |
| 31  | クジャクのフラメンコ       |   | 12点 |                | |
| 32  | 津軽海峡・冬景色           |   | 14点 |                | 第96回15番「ペットボトルの神様」(13点)に続き2大会連続不合格。久本、中川家と共に審査員だった第70回5番「タンポポの綿毛の冒険」(12点)も不合格だった。鈴江が審査員だった第92回29番ユーモア賞「ひとりアナ雪」(16点)演者の作品 |
| 33  | 雷                         |   | 13点 |                | 視聴者投票第2位:29565点 第96回20番「人力車」(10点)に続き2大会連続不合格。鈴江が審査員だった第92回13番「ボートでデート」(20点)のチーム作品                                                                                |

優勝 - 26番 ピノキオ
第92回30番「アナと雪の王女」以降、ディズニー映画をモチーフにした仮装作品で出場を続けている新体操クラブによる作品。「ピノキオ」の世界観を表現し、初優勝となった。
準優勝 - 17番 競泳バタフライ
前回の第96回25番「ヤドカリのビーチフラッグ」で不合格になった演者による作品。演者が馬跳びを連続して行いバタフライをしている様子を描いている。
第3位+視聴者賞 - 30番 熱狂!ラグビー中継
前回の第96回16番「スパイ大作戦」など、常連で出場している九州の高校応援団による作品。昨今話題となったラグビーの中継の様子を「スパイ大作戦」と同様遠近法にて再現し、最後はラグビー選手に見立てた人形などを使って、トライを決める。
技術賞 - 14番 レンガ職人
レンガに見立てたペットボトルを組み立てていき、回転させると赤富士が出来あがるという作品。第87回22番「のぞき穴から見た景色」と第89回26番「泥棒」で第97回と同じ賞を獲得し、鈴江が審査員だった第92回25番「おばあちゃんとの思い出」で準優勝を果たした。
努力賞 - 19番 タピオカでGO!
第58回38番「ワイングラスに映る風景」と第85回10番「手と足でGO」で優勝した出場最多51回目の演者による作品。タピオカドリンクを使って様々な物を表現。合格インタビュー時、『15年前、仕事先でタピオカを見つけ、仮装に使えるとネタを作っていたが、当時タピオカが日本で知っている人が少ないと考えお蔵入りにしていた。タピオカブームになり今こそやるべきだ。』と語った。第55回36番「ゴキブリの運命」で第97回と同じ賞を獲得し、久本、中川家と共に審査員だった第70回11番「ハーフパイプ」で第3位を獲得していた。
ファンタジー賞 - 23番 昔話がいっぱい
童謡『桃太郎』の替え歌を歌いながら、早着替えをして日本の昔話の名場面を表現。
演技賞 - 16番 ルアーフィッシング
全身タイツ姿の少年がルアーや水、中盤からは魚に扮してルアーフィッシングの情景を表現。第90回で欠場し、第91回から参加し、第94回23番・第3位「カヌー決勝」と第96回23番・準優勝「アシカショー」の演者による作品。
ユーモア賞 - 3番 アタックNo.1
『アタックNo.1』の世界観をコミカルに表現。第60回から参加している演者の作品で、出場30回目で第89回1番「原監督の胴上げ」以来7年ぶりの合格で初の受賞となった。第76回2番「シャラポワと対決」で唯一不合格だった。
アイデア賞 - 18番 タピオカミルクティー
少年少女が顔をタピオカパールに見立てて扮し、「枯葉」の歌いまわし・曲調に合わせて、タピオカが女性が銜えたストローで吸われ口内に飲み込まれていく様子を様々なパターンで表現。最後は残り一粒となったタピオカが笑顔を見せながら吸い込まれると、女性の目が変わり笑顔になる。第93回4番・優勝「えだまめ」の演者による作品。
- その他備考
  - 2020年代及び令和時代最初の回。
  - 第93回以来応募総数が3000組を割る。
  - セット左側に設置されていた合格者席の名称が出場者席に変更され、不合格者も座ることができるようになる。
  - 17番は「Ultra soul」、30番は「兵、走る」と、共にB'zの曲を使用した。結果は2組とも入賞。
  - 第95回から続く厳格な審査が踏襲される。第39,95回と同様に最終組の不合格により合格19組となった。合格19組以下は第2,39,95,96回に続き3大会連続5度目。第98回以降は再び合格率は高めとなるが、満点率は引き続き低くなっている。
  - パソコン・スマートフォンから視聴者投票ができないトラブルが発生[39]したため、視聴者投票の結果はtwitter(現:X)[40][41]や番組HP[42]で発表された。
  - 萩本は番組収録にあたっての囲み会見で意気込みを述べる一方で、番組開始以来初めて、体力の衰えを示唆させる発言を多数コメントした[43]。
  - エスコートガールは[44][47]、9年目で13回出演の佐藤あずさ[53]、3回目の こちえ[54][58] と柊ナツ[59][60]、そして初出演の清水香奈[68]。

## 第98回
欽ちゃん&香取慎吾の第98回全日本仮装大賞
- 放送日 - 2021年2月6日(土)19:00 - 20:54
- 収録日 - 2020年12月27日(日)
- 会場 - 東京・蒲田 片柳アリーナ（日本工学院専門学校）
- ナレーター - 堀敏彦
- 審査員 - 回数
  - 梅沢富美男 - 4回目
  - 柴田理恵 - 18回目
  - 檀れい - 初
  - 花江夏樹 - 初
  - 宮路美穂 ※報知新聞記者 - 4回目
  - 藤田ニコル - 初
  - 飯尾和樹（ずん） - 初
  - 松丸亮吾 - 初
  - 岩田絵里奈 ※日本テレビアナウンサー - 初
  - 梶原比出樹 ※仮装大賞8回優勝者[19] - 初

作品について
- 応募総数 - 1109組
- 出場 - 25組
- 合格 - 24組
- 満点 - 3組
- 合格率 - 96.00%
- 満点率 - 12.00%

- 合格点 - 20点満点中15点以上
- 最高点 - 20点
- 最低点 - 12点
- 平均点 - 16.88点
- 視聴者投票参加人数 - ?人

| No. | 作品                           |   | 点数 | 賞             | 備考                                                                                             |
| --- | ------------------------------ | - | ---- | -------------- | ------------------------------------------------------------------------------------------------ |
| 1   | 指の関節でGO!                  | ○ | 16点 | 視聴者賞       | 視聴者投票第1位:8903点 出場単独最多52回目 第58,85回優勝組                                        |
| 2   | ざんねんな鳥たち               | ○ | 18点 |                | 16点からトーク中に+2点                                                                           |
| 3   | 鬼滅の刃                       | ○ | 15点 |                |                                                                                                  |
| 4   | 花さかじいさん                 | ○ | 16点 |                |                                                                                                  |
| 5   | ヘビ花火                       | ○ | 17点 |                |                                                                                                  |
| 6   | 水切り石                       | ○ | 18点 |                | 石に見立てた出演者がバランスボールを使って水切りしている様子を表現した。                         |
| 7   | いろんなものを回そう!          | ○ | 16点 | アイデア賞     | 第81回34番「赤でいろいろ」(14点・合格)以来12年ぶりの出場。名物「いろんな〇〇シリーズ」の復活作品 |
| 8   | 大食い打者                     | ○ | 16点 |                | 野球のバッティングで、わんこそばを表現した。                                                     |
| 9   | 遅刻しちゃう!                  | ○ | 16点 |                | 三点倒立で目覚まし時計を表現。                                                                   |
| 10  | ワン!                          | ○ | 19点 | ファンタジー賞 |                                                                                                  |
| 11  | 何の動物?                      | ○ | 19点 |                | 視聴者投票第3位:8409点 演技中に順番を間違えるミスが起こるも、冷静に演じきった。                  |
| 12  | お出かけ                       | ○ | 16点 |                | 鏡を使ったトリックでカバンの中から人が出る様子を演じた。                                         |
| 13  | カメレオンの世界旅行           | ○ | 17点 |                | 視聴者投票第5位:8044点 景色に合わせてカメレオンの体の色が徐々に変わる。                          |
| 14  | 早押しクイズ決勝               | ○ | 20点 | 優勝           | 視聴者投票第4位:8295点                                                                           |
| 15  | 女王蜂の羽音                   |   | 12点 |                | 第76回2番「シャラポワと対決」以来15年ぶりの唯一の不合格作品。11点からトーク中に+1点              |
| 16  | 水面を行くアメンボ             | ○ | 15点 |                | 14点から繰り上げ合格                                                                             |
| 17  | プロポーズ                     | ○ | 16点 |                | 15点からトーク中に+1点                                                                           |
| 18  | 大道芸でオリンピック           | ○ | 19点 |                |                                                                                                  |
| 19  | ラテアート                     | ○ | 16点 | ユーモア賞     | 第94回9番「見上げてごらん夜の星を」(19点)以来4年ぶりの合格                                       |
| 20  | 今日から俺は!!                 | ○ | 15点 |                | 14点から繰り上げ合格                                                                             |
| 21  | ご祝儀袋                       | ○ | 20点 | 第3位          |                                                                                                  |
| 22  | ミドリムシの観察               | ○ | 17点 |                | 縄跳びでミドリムシの動きを表現。                                                                 |
| 23  | 不思議の国のアリス             | ○ | 17点 |                | 14点から繰り上げ合格 第97回優勝の女性が1人で演技                                                 |
| 24  | ポールダンスで映画             | ○ | 20点 | 準優勝         | 視聴者投票第2位:8613点                                                                           |
| 25  | 永ちゃんのマイクパフォーマンス | ○ | 16点 |                |                                                                                                  |

優勝 - 14番 早押しクイズ決勝
かつて団体で出場した人が個人で出場。足踏みで解答者を操作している。解答者の名前は、その団体の人から取っている。演者1人だけの作品が優勝するのは、第85回10番「手と足でGO!」以来10年ぶり。
準優勝 - 24番 ポールダンスで映画
ポールダンス世界大会で優勝した出場者が、ポールダンスで映画（リトル・マーメイド、スパイダーマン、バック・トゥ・ザ・フューチャー、鬼滅の刃）の主人公に変身し名場面を披露する。
第3位 - 21番 ご祝儀袋
第95回24番ユーモア賞「牛乳パック」や第99回の6番・ユーモア賞「滝行」と26番・技術賞「餅つき」の演者による作品。鉄棒を使って逆さになり祝儀袋の水引を演じた。
ファンタジー賞 - 10番 ワン!
第95回27番・技術賞「カマキリ」の演者による作品。ブリッジから後ろ向きで歩きながら動きを再現。
ユーモア賞 - 19番 ラテアート
喫茶店のマスターに扮した演者が胸にクリームに見立てたシェービングムースを塗り指で絵を描いた。第94回9番・ユーモア賞「見上げてごらん夜の星を」以来4年ぶりの合格で、5回目のユーモア賞受賞となった。
アイデア賞 - 7番 いろんなものを回そう!
第81回34番「赤でいろいろ」以来12年ぶりに出場した常連演者の復活作品。独楽、蕎麦、ヨーヨーなど様々な物が回っている様子を演じた。
視聴者賞 - 1番 指の関節でGO!
第58回38番「ワイングラスに映る風景」と第85回10番「手と足でGO」で優勝した出場最多52回目の演者による作品。指の関節のシワを小型カメラで映しながら色んな物になる様子を描いた。第97回19番・努力賞「タピオカでGO!」に続き2大会連続受賞した。これは第57回17番・ユーモア賞「しわしわでGO!」と第58回の優勝以来22年ぶり。また視聴者賞は第89回の創設以来9回連続で他の賞とのダブル受賞となっていたが、初の視聴者賞のみの単独受賞となった。
- その他備考
  - 新型コロナウイルス感染症対策に伴い、大会史上初の無観客での開催。また出場者も単独または家族での出場に限定された。本選出場も最近は30組程度だったが、過去最少の25組となった。
  - 審査員席が第4回以来の2段形式になる。
  - 人気声優花江夏樹が審査員で登場し、仮装演目にちなんで鬼滅の刃の竃門炭治郎の声を披露していた。人気声優が審査員でキャラクター声を披露するのは第4-11回の審査員だったドラえもんの大山のぶ代に続き2人目。
  - 最多優勝記録を持つ常連出場者の梶原比出樹が審査員として出演。常連出場者が審査員を務めたのは初めて。
  - 視聴者投票はテレビのデータ投票を取り止め、パソコン・スマートフォンのみとなる。
  - 合格時のメダルの贈呈はされなかった[70]。
  - 番組内では過去の代表作品が40年間の名作品集として紹介され、審査員を務めた梶原の過去の代表作品も紹介された[71]。
  - 19番の演者（大会常連出場者でユーモア賞受賞）の講評終了後突如萩本が番組勇退を仄めかす発言をした[72]。
  - 表彰式は集団感染を避ける為、出場者は通常のステージ上からではなく観客席で待機する形を取った。表彰式は合格者のみ参加できるが、この回は唯一不合格の15番「女王蜂の羽音」の演者も同席した。部門賞、上位3賞が発表された演者は、まずステージから見て審査員席右側に設けられた台に置いてある盾(優勝はトロフィー)と賞金(上位3賞はパネル)を自ら取りに行ってからステージに上がった。また、審査員がステージ上で一同に並ぶ形は第2回以来となった。
  - 部門賞のうち演技賞、努力賞、技術賞は表彰がなかった。また、上位3賞までを含む各部門賞の受賞者がすべて個人での演者となった。
  - エスコートガールは3人[73]。10年目で14回出演の佐藤あずさ[74]、4回目の こちえ と柊ナツ。例年のバニーガールの衣装と違い、マスクとフェイスシールドを着用し、番組開始以来43年目で初めて白いスーツ姿でのエスコートになった[77][80][83]。

|     | 放送回 | No. | 作品                 |   | 点数 | 賞             | 備考               |
| --- | ------ | --- | -------------------- | - | ---- | -------------- | ------------------ |
| I   | 第1回  | 46  | 蒸気機関車           | ○ | 15点 | 優勝           | 第1回は15点満点    |
| I   | 第17回 | 33  | ボーンレスハム       | ○ | 19点 | 優勝           |                    |
| I   | 第45回 | 20  | 落ちちゃった         | ○ | 20点 | 優勝           | 第13,16,45回優勝組 |
| I   | 第48回 | 24  | 風のいたずら         | ○ | 20点 | 優勝           |                    |
| II  | 第7回  | 27  | 花咲じいさん         | ○ | 20点 | 優勝           |                    |
| II  | 第53回 | 9   | マイケル・ジョーダン | ○ | 19点 | 20年特別賞     |                    |
| II  | 第55回 | 14  | つり革               | ○ | 20点 | 優勝           |                    |
| II  | 第79回 | 28  | 池田屋事件階段落ち   | ○ | 20点 | 準優勝         |                    |
| II  | 第80回 | 15  | 洗車機               | ○ | 20点 | 努力賞         |                    |
| II  | 第87回 | 36  | ダンス部の鏡         | ○ | 20点 | 演技賞         |                    |
| II  | 第90回 | 25  | 津軽三味線           | ○ | 20点 | 準優勝         | 視聴者投票第3位    |
| II  | 第92回 | 30  | アナと雪の王女       | ○ | 20点 | 第3位+視聴者賞 | 視聴者投票第1位    |
| II  | 第95回 | 23  | 参勤交代             | ○ | 20点 | 優勝           | 視聴者投票第2位    |
| III | 第69回 | 29  | ピンポン             | ○ | 20点 | 優勝           |                    |
| III | 第78回 | 30  | 僕の彼女が怒った理由 | ○ | 20点 | 準優勝         |                    |
| III | 第55回 | 29  | 鵜!                  | ○ | 20点 | ファンタジー賞 | [ 84 ]             |
| III | 第57回 | 40  | 花火                 | ○ | 19点 | 技術賞         | [ 84 ]             |
| III | 第59回 | 36  | ピンクレディー公園   | ○ | 20点 | 演技賞         | [ 84 ]             |
| III | 第79回 | 35  | 演歌の男道           | ○ | 20点 | 技術賞         | [ 84 ]             |
| III | 第90回 | 28  | 自由の女神           | ○ | 20点 | 第3位          | 視聴者投票第2位    |
| I   | 第30回 | 7   | 透明人間の跳馬       | ○ | 19点 | 優勝           |                    |
| I   | 第78回 | 23  | 池に映る風景         | ○ | 20点 | 優勝           |                    |
| I   | 第93回 | 4   | えだまめ             | ○ | 20点 | 優勝           |                    |
| I   | 第97回 | 26  | ピノキオ             | ○ | 20点 | 優勝           | 視聴者投票第3位    |

## 第99回
欽ちゃん&香取慎吾の第99回全日本仮装大賞
- 放送日 - 2024年2月12日(月・祝)19:00 - 21:00
- 収録日 - 2023年12月24日(日)
- 会場 - 東京・蒲田 片柳アリーナ（日本工学院専門学校）
- ナレーター - 鈴江奈々（審査員と兼務）
- 審査員 - 回数
  - 若林正恭（オードリー） - 3回目
  - 滝沢カレン - 初
  - やす子 - 初
  - 梅沢富美男 - 5回目
  - 芦田愛菜 - 2回目
  - 竹内涼真 - 初
  - いとうあさこ - 初
  - 松丸亮吾 - 2回目
  - 岡田結実 - 初
  - 鈴江奈々 ※日本テレビアナウンサー - 3回目

作品について
- 応募総数 - 3292組
- 出場 - 34組
- 合格 - 30組
- 満点 - 7組
- 合格率 - 88.24%
- 満点率 - 20.59%

- 合格点 - 20点満点中15点以上
- 最高点 - 20点
- 最低点 - 11点
- 平均点 - 17.24点

| No. | 作品                        |   | 点数 | 賞             | 備考 |
| --- | --------------------------- | - | ---- | -------------- | --- |
| 1   | バンザイ!                   | ○ | 17点 |                | 肩甲骨の動きで万歳三唱を表現。 |
| 2   | コーラス姉妹                | ○ | 17点 |                | |
| 3   | 寝ぞう                      | ○ | 19点 | アイデア賞     | |
| 4   | 大きくなったら何になる?     | ○ | 19点 |                | 祖母が持ってきたプレゼントの中から女の子が飛び出し、背後で母親が持ち上げる事で大きくなったように見えるトリック仮装。                                                              |
| 5   | 桃太郎                      | ○ | 19点 |                | 第38回優勝組 |
| 6   | 滝行                        | ○ | 20点 | ユーモア賞     | |
| 7   | ポクポク                    |   | 11点 |                | |
| 8   | おしりで色々                | ○ | 18点 |                | カラーパンツを履いたお尻で色々なものを表現。 |
| 9   | ニワトリ小屋の朝            | ○ | 18点 |                | 朝の鶏小屋風景を表現した仮装。 |
| 10  | 美容器具でエクササイズ      | ○ | 18点 |                | フェイシャルフィットネスの羽根をかもめの翼、ピアノを弾く指、ボクシング、ジョイマン高木の動きに見立てた仮装。                                                                      |
| 11  | 熱戦!大相撲                 | ○ | 20点 |                | 第89回優勝組 |
| 12  | セミの七日間                | ○ | 19点 | 第3位          | 第90回優勝組 |
| 13  | 森のクマさん                | ○ | 20点 | 努力賞         | |
| 14  | もういくつ寝ると            | ○ | 16点 |                | お正月の歌に合わせて歌詞に出てくる遊び道具に仮装。最後の龍が昇る場面では一際歓声が上がった。                                                                                      |
| 15  | Let's チアダンス            | ○ | 19点 |                | 姉妹がチアリーダーのポンポンで色々なものを表現。 |
| 16  | そば屋の出前                | ○ | 15点 |                | |
| 17  | 目覚まし時計                | ○ | 16点 |                | |
| 18  | マッチョになろう            |   | 12点 |                | |
| 19  | 龍の舞い                    | ○ | 18点 |                | ブレイクダンスで龍を再現。 |
| 20  | 孫悟空の大冒険              | ○ | 20点 | 準優勝         | 第97回優勝組 |
| 21  | なんぎやなぁ〜              | ○ | 17点 | 演技賞         | |
| 22  | 赤忍者vs青忍者              | ○ | 19点 |                | |
| 23  | マッスルエフェクトでTikTok  | ○ | 20点 | 優勝           | |
| 24  | 大谷SHOWタイム              | ○ | 16点 |                | 野球のヒット場面が鎧兜を被った大谷翔平に変わる。 |
| 25  | フィギュアスケート          |   | 11点 |                | |
| 26  | 餅つき                      | ○ | 20点 | 技術賞         | |
| 27  | 地球                        | ○ | 18点 |                | ビニール袋製の地球が次第に汚れていき、最後はゴミとして収集車に回収されてしまうという、初期のACジャパン広告CMを彷彿とさせる社会派仮装。第37回15番「地球」をリメイク。第9回優勝組。 |
| 28  | バーガー&ポテトお届け大作戦 | ○ | 16点 |                | 出演:ダウ90000。 デリバリーの過酷な道のりを配達されるハンバーガーとフライドポテトの動きで表現。                                                                                   |
| 29  | 砂に書いたラブレター        | ○ | 15点 |                | 14点から繰り上げ合格、腹筋ローラーで波を再現し「LOVE」の字が消え、最後にヒトデが出てくる。                                                                                        |
| 30  | 魔法のランプ                |   | 12点 |                | |
| 31  | クジャクのプロポーズ        | ○ | 20点 | ファンタジー賞 | 出演:梶原比出樹チーム |
| 32  | ヒーローマンvs怪獣オニガー  | ○ | 16点 |                | 出演:アマレス兄弟 15点からトーク中に+1点 |
| 33  | いろんなモノを伸ばそう!     | ○ | 16点 |                | |
| 34  | 御用だ!                     | ○ | 19点 |                | 第98回優勝組 |

優勝 - 23番 マッスルエフェクトでTikTok
第93回6番「マッスル遊園地」に出演したボディービルダーの父と娘の作品。父親が身体がムキムキになる「マッスルエフェクト」を使ってTikTokを撮る姿に会場は爆笑。ダンスに使われた曲はLE SSERAFIMの「Eve, Psyche & The Bluebeard's Wife」
準優勝 - 20番 孫悟空の大冒険
第92回30番「アナと雪の王女」以降、ディズニー映画をモチーフにした仮装作品で出場を続けている新体操クラブによる、孫悟空と龍のバトルをダイナミックに表現した作品。初めてディズニー以外のモチーフで登場。
第3位 - 12番 セミの七日間
ドキュメンタリー風にセミの一生を表現。第90回18番・優勝「カヌー」のチームの作品。この回は20点満点が7組いたが、19点でTOP3に入賞した。20点満点が3組以上出た中で20点以外の作品がTOP3に入賞するのは第93回7番・第3位「白のファンタジー」以来8年ぶり。
技術賞 - 26番 餅つき
第93回13番・演技賞「マッチをすろう」や第95回6番「カメレオン」のリーダーによるチーム作品。餅をついて焼き上がって食べるまでを表現した作品。
努力賞 - 13番 森のクマさん
8歳の女の子が1人で童謡「もりのくまさん」を歌いながらブリッジをする。途中上手くブリッジ出来なかったり、歌詞を間違えてしまったところもあったが、諦めずに頑張る姿が評価された。
ファンタジー賞 - 31番 クジャクのプロポーズ
クジャクがプロポーズをするが、フラれては何度もアピールするも、結局他のクジャクにとられて失敗に終わってしまう。最多優勝記録を持ち、前回の第98回で審査員を務めた梶原比出樹のチームの作品。第55回29番「鵜!」と第67回25番「ジュゴン」で第99回と同じ賞を獲得していた。
演技賞 - 21番 なんぎやなぁ〜
5歳の男の子が宅急便を届けに来ると、ダンボールから父親が出てくるトリック作品。男の子のセリフ「なんぎやなぁ〜」という可愛いフレーズに会場は笑顔に。入賞した作品の中で1番点数が低い。
ユーモア賞 - 6番 滝行
第95回24番・ユーモア賞「牛乳パック」と第98回21番・第3位「ご祝儀袋」に1人で登場していた妹と第93回13番・演技賞「マッチをすろう」と第95回6番「カメレオン」を演じた大学生の兄による作品。妹が鉄棒の前周りをして滝を表現。
アイデア賞 - 3番 寝ぞう
第87回16番・第3位「赤ちゃん寿司」に登場した姉が第95回13番「浴衣で金魚」から登場した妹との合同作品。寝相と毛布でゾウを作るというダジャレ仮装。
- その他備考
  - 2022年、2023年は1回も放送されなかったため、2021年以来3年ぶりの放送。2020年の第97回以来4年ぶりの有観客・通常スタイルでの放送となった。
  - 2015年の第92回以来9年ぶりの月曜日放送。
  - 番組休止期間中の2021年10月2日からインターネット同時配信サービス「日テレ系リアルタイム配信」を開始したことから、本番組もその対象となり、TVerでの同時・見逃し配信を開始した[85][86][87]。
  - 第26回からナレーター役を務めたテレビ新潟アナウンサーの堀敏彦が番組休止期間中の2023年3月31日で同局を定年退職[88]した事により番組からも降板。新たに日本テレビの鈴江奈々アナウンサーが担当、鈴江アナは審査員も兼任した。女性ナレーターは史上初。「日本テレビアナウンサーによるナレーター」と「審査員兼任ナレーター」は第6回の福留功男以来。
  - 番組最多出場の第58,85回優勝者が本選に出場できなかったのは、2013年の第90回以来。
  - 番組開始当初から行っていたオープニングのナレーションと審査員の紹介が廃止された。この回は先に萩本が中央の幕から出てきて挨拶した後に遅れて香取が登場[89]。その後タイトルコールを行いテーマ曲が始まると、横の小さな幕から審査員が登場してそのまま審査員席に着席する形だった（名前テロップのみを表示）。
  - 視聴者投票が廃止される。
  - 合格のメダルは萩本や香取が自ら演者に手渡される形となった。
  - 9番「ニワトリ小屋の朝」では途中で鶏に扮した弟がぐずって出て来なくなるアクシデントが発生するも、女の子の演技力とアシスタントをしていた祖父のアドリブによりしのいだ。
  - 16番「そば屋の出前」と22番「赤忍者vs青忍者」では、前者はカーテンレールを用いて作った落ちそうで落ちない積まれたそばのせいろ、後者はシーソーをヒントに鉄パイプを組んだ補助器具という凝ったギミックで会場を驚かせ、両者とも合格した。ただし、22番の採点において唯一1点だった梅沢富美男は、「(ギミックは)草むらや塀などで隠して欲しかった」と苦言を呈した。
  - 6番「滝行」と26番「餅つき」は同じ兄妹が参加している。「滝行」はユーモア賞、「餅つき」は技術賞を獲得したため、この兄妹はひとつの大会で2つの賞を受賞した。また、兄は前者の仮装にて前日は緊張から寝られなくなってしまい、『オードリーのオールナイトニッポン』を聞いて過ごしたと明かすと、たまたま会場に審査員としてオードリー・若林正恭が来ていた為、萩本の提案で彼から合格メダルを首にかけてもらった。
  - 同時間帯ではフジテレビ系で『ザ・ドリフターズ結成60周年　ドリフ大爆笑　国民が選ぶベストコント60』が、テレビ朝日系では『帰れマンデー見っけ隊!!3時間スペシャル』（ゲストは石橋貴明）が放送されており、テレビの一時代を築いたレジェンドたちが集結していた[90]。
  - エスコートガールは、連続15回の出演で足掛け14年目の佐藤あずさ[91][92]、5回目の こちえ[93]、ほか2名[94]。
  - この回から審査員の中で俳優（女優）が出演している場合、本番組終了前に出演している日本テレビ系のドラマや最新映画などの番宣を行っている[95]。

## 第100回
欽ちゃん&香取慎吾の第100回全日本仮装大賞
- 放送日 - 2025年1月13日(月・祝)19:00 - 21:54
- 収録日 - 2024年12月29日(日)
- 会場 - 東京・蒲田 日本工学院アリーナ
- ナレーター - 鈴江奈々
- 審査員 - 回数
  - 若林正恭（オードリー） - 4回目
  - 滝沢カレン - 2回目
  - 溝端淳平 - 初
  - 川口春奈 - 初
  - 市村正親 - 2回目
  - いとうあさこ - 2回目
  - 松本薫 - 初
  - ウエンツ瑛士 - 初
  - やす子 - 2回目
  - 松丸亮吾 - 3回目

作品について
- 応募総数 - 3580組
- 出場 - 34組
- 合格 - 28組
- 満点 - 4組
- 合格率 - 82.35%
- 満点率 - 11.76%

- 合格点 - 20点満点中15点以上
- 最高点 - 20点
- 最低点 - 9点
- 平均点 - 16.44点

| No. | 作品                          |   | 点数 | 賞             | 備考 |
| --- | ----------------------------- | - | ---- | -------------- | --- |
| 1   | 白雪姫                        | ○ | 20点 | 第3位          | 第97回優勝組 |
| 2   | デコピンの始球式              | ○ | 16点 |                | |
| 3   | 恐怖!ミイラの手               | ○ | 19点 |                | |
| 4   | お正月といえば                | ○ | 17点 | ユーモア賞     | 演者は6番の父 |
| 5   | いろんなしっぽ                | ○ | 16点 |                | 出演:鹿児島市平川動物公園飼育員 |
| 6   | ソフトクリーム                |   | 13点 |                | 12点からトーク中に+1点。演者は4番の子                                                                                              |
| 7   | チャーハン                    | ○ | 17点 |                | バク転の動きで炒めるチャーハンを表現。BGMにBling-Bang-Bang-Bornを使用。                                                            |
| 8   | たき火だパチパチ              | ○ | 16点 |                | 口の中に弾けるお菓子を含んで火花の音を再現。                                                                                       |
| 9   | マッスルエフェクトを楽しもう  | ○ | 17点 |                | 16点からトーク中に+1点 第99回優勝組。セグウェイで画像の拡大縮小などを表現。                                                        |
| 10  | ハイハイでダウンロード        | ○ | 15点 |                | 11点から繰り上げ合格 |
| 11  | どうぶつなぞなぞ              | ○ | 17点 |                | |
| 12  | 釣りガール                    | ○ | 15点 |                | 足で竿を表現し、体全体で魚が跳ねる姿を表現。                                                                                       |
| 13  | ハンモックで変身              | ○ | 19点 |                | |
| 14  | スーパーマン                  |   | 11点 |                | 出演:スピーディーハンター |
| 15  | 1人で万華鏡                   |   | 13点 |                | |
| 16  | 1分でわかる浦島太郎           | ○ | 17点 |                | |
| 17  | バレリーナの影                | ○ | 19点 | ファンタジー賞 | 18点からトーク中に+1点 |
| 18  | 燃えよ!ドラゴン               | ○ | 15点 | 演技賞         | 鼻息で人形が持つヌンチャクの動きを表現。                                                                                           |
| 19  | オリンピック柔道団体決勝      |   | 09点 |                | |
| 20  | オリンピック射撃 あのおじさん | ○ | 17点 |                | |
| 21  | スケートボード                | ○ | 20点 | 技術賞         | |
| 22  | あちらのお客様からです        | ○ | 16点 | 努力賞         | 15点からトーク中に+1点 |
| 23  | 東京深海魚コレクション        |   | 14点 |                | 海にいる深海魚を東京ガールズコレクションの様に紹介。                                                                               |
| 24  | バイクでお届け                | ○ | 19点 | アイデア賞     | |
| 25  | 娘の肖像画                    | ○ | 20点 | 準優勝         | |
| 26  | 顔でGO!                       | ○ | 15点 |                | 14点から繰り上げ合格 出場最多53回目 第58,85回優勝組                                                                                |
| 27  | 透明ゴジラの襲来              | ○ | 18点 |                | |
| 28  | ブレイキン                    | ○ | 17点 |                | |
| 29  | 絵画泥棒                      | ○ | 18点 |                | 泥棒が絵画を盗もうとするが、絵画の人物や物が飛び出し御用となる。17点からトーク中に+1点(編集でカットされる) 出場50回目 第86回優勝組 |
| 30  | 20世紀の人気者                | ○ | 17点 |                | 出演:20th Century 20世紀に流行った人やものに仮装。最後は少年隊に扮し仮面舞踏会を披露。                                             |
| 31  | 競馬中継                      | ○ | 18点 |                | |
| 32  | 白黒映画                      | ○ | 19点 | 優勝           | 出演:梶原比出樹チーム(初の19点で優勝) 優勝最多9回目                                                                                |
| 33  | かくれんぼ                    |   | 10点 |                | |
| 34  | 打ち上げ花火                  | ○ | 20点 |                | 出演:マギー審司（本名の「三浦審」で参加）                                                                                          |

優勝 - 32番 白黒映画
第94回29番「ビリヤードの天才」で優勝したチームの作品。「孤虎の侍」と題した白黒映画を再現した作品。虎の侍が竹や月を斬り、龍の侍と対峙して勝利する。エフェクトや龍、虎、紅葉などが白黒で再現され、ラストはカラーとなる。このチームは第87回から出場5大会連続で20点満点を獲得していたが、この回は第85回27番技術賞の「家電サーカス」の17点以来14年ぶりに20点に届かなかった。前回第3位の第99回12番「セミの七日間」(19点)に続き2大会連続で20点以外の作品が上位3賞に入賞した。20点が出た中で19点で優勝するのは第65回17番「枯れ葉」以来23年ぶり8例目で、20点が出なかった回も含めると14例目。満点以外の作品が優勝したケースは、通算で15例目。
準優勝 - 25番 娘の肖像画
双子が2組いる外国人家族の作品。父が画家役を、双子の姉妹(2組)・母とその妹のペアの計3組の一方が「画家の娘」の役（5歳、10歳、30歳）を、もう一方がその「肖像画」役をそれぞれ演じた。年月が経過するごとに娘の肖像画が描かれる様子を再現している。
第3位 - 1番 白雪姫
第97回26番「ピノキオ」で優勝したチームによる作品。ディズニー作品の白雪姫を演じた作品。第98回23番では同じくディズニー作品の不思議の国のアリスを1名で演じていたが、今回はチームで参加しトップバッターで満点。
技術賞 - 21番 スケートボード
カリフォルニアをイメージした公園でスケーターがトリックを決める。スケーターの人形を操る役、スケートボード役の2名で演技した。
努力賞 - 22番 あちらのお客様からです
バーを舞台に、男性客がバーテンダーにカクテルを作ってもらい、女性客に差し出すも断られガッカリし、それを見たマスターがビールを差し出す。75歳の女性がカクテル、女性客、バーテンダー、ビールを1人で演じた。
ファンタジー賞 - 17番 バレリーナの影
バレリーナの動きを合わせられない影がバレリーナに怒られながらも、最後は影自体が登場し本体と入れ替わる。
演技賞 - 18番 燃えよ!ドラゴン
顔にブルース・リーの形の紙をつけ、左右の鼻息と口を使い分けて演技を行った作品。受賞作品では一番点数が低い15点。
ユーモア賞 - 4番 お正月といえば
第93回20番「白い布でいろいろ」(14点)・第95回9番「カット野菜でいろいろ」(14点)・第96回11番「メロンパンから始めよう」(6点)で不合格の演者の作品。腹を餅に見立て、吸盤のついた杵で餅つきを表現。更に2段重ねの鏡餅は腹のシワで表現。
6番「ソフトクリーム」と親子で、6番の不合格後に再度登場した。
アイデア賞 - 24番 バイクでお届け
一輪車2台を使い、フードデリバリーのバイクを再現した作品。後半の展開では離れた2箇所へ配達するためにバイクが前輪後輪2つに分かれ、それぞれ配達を行う。
- その他備考
  - 「100回」を記念して、2004年1月1日放送の第71回以来21年振りの3時間放送。
  - 番組開始の19:00から19:56ごろまで、「仮装大賞出場者が選ぶ名作BEST30」を発表した。このパートは萩本・香取のほかに久本雅美[99]・須賀健太・飯尾和樹、そして審査員の滝沢も出演した。
  - 前回の第99回に引き続き鈴江奈々アナがナレーターとして出演。前の「局アナナレーター」である福留は第6回が唯一の担当であるため、鈴江アナは史上初の複数回担当になる。
  - 不合格の鐘が鳴った6番と10番のトーク中、ナレーターの鈴江は応援資料を読み上げ[100]、10番は繰り上げ合格した。ただし、同じく不合格の鐘が鳴った23番に対しては、確実に点が入って合格するとの萩本の意見からコメントは求められず、そのまま不合格となった。
  - 7番「チャーハン」では、演者がBGM(Creepy NutsのBling-Bang-Bang-Born)のサビに合わせてBBBBダンスを踊り出し、会場から手拍子と笑いが起こった。紹介前にカンペを見た欽ちゃんが「チャーハンも仮装できるの？」と香取に聞いていた。
  - この回の得点音は、第51回から使われているものが使用されているが、9番「マッスルエフェクトを楽しもう」の16点の加点時と、12番「釣りガール」の採点時全体（15点で合格）において別のものが使用された。この2種類の関連は不明（前者の16点は、後者の15点よりも半音高い）。
  - 17番「バレリーナの影」の合格の際、メダルをどちらの司会者にかけて欲しいか聞かれた演者は「欽ちゃんがいい」と答え、萩本は本体役と影役の両者にメダルをかけた。演者退場後、香取は「メダルをかけるのが慎吾ちゃんではなく欽ちゃんがいいと言えばメダル2個もらえちゃう、いいんですかね?」と萩本を諫め、萩本は今後禁止とした。
  - 30番「20世紀の人気者」で、旧ジャニーズグループ（現:STARTO ENTERTAINMENT）としては第65回32番「池の鯉」(20点)の草彅剛[5]、第92回24番「ロックンロール花火」(17点)のA.B.C-Z[6]に次いで3組目となる20th Century[6]が100回記念として香取に内緒で出場。香取は「何やってんの？」とかなり驚き、終始落ち着かない様子であった。
  - エスコートガールは、連続16回の出演で足掛け15年目の佐藤あずさ[101]、初出演の青木梨乃[102]、ほか2名[103]。
  - 放送中の21:19に日向灘を震源とするマグニチュード6.9の地震が発生し、その後高知県と宮崎県に津波注意報が発令されたが、画面に津波情報映像が出ただけで、番組が中断する事はなかった。なお番組終了から1分後の21:55に「南海トラフ地震臨時情報（調査中）」が発表された後、通常番組が一時中断された。

| 順位 | 放送回 | No. | 作品                       |   | 点数 | 賞         | 備考                    |
| ---- | ------ | --- | -------------------------- | - | ---- | ---------- | ----------------------- |
| 1位  | 第17回 | 33  | ボーンレスハム             | ○ | 19点 | 優勝       |                         |
| 2位  | 第69回 | 29  | ピンポン                   | ○ | 20点 | 優勝       | 出演:梶原比出樹チーム   |
| 3位  | 第30回 | 7   | 透明人間の跳馬             | ○ | 19点 | 優勝       |                         |
| 4位  | 第78回 | 29  | 暑〜い!                    | ○ | 20点 | 第3位      | 第86回優勝組            |
| 5位  | 第6回  | 15  | アジのひらき               | ○ | 19点 | 優勝       |                         |
| 6位  | 第45回 | 20  | 落ちちゃった               | ○ | 20点 | 優勝       | 第13,16,45回優勝組      |
| 7位  | 第70回 | 11  | ハーフパイプ               | ○ | 20点 | 第3位      | 第58,85回優勝組         |
| 8位  | 第48回 | 24  | 風のいたずら               | ○ | 20点 | 優勝       |                         |
| 9位  | 第78回 | 30  | 僕の彼女が怒った理由       | ○ | 20点 | 準優勝     | 出演:梶原比出樹チーム   |
| 10位 | 第67回 | 19  | バスケットボールの影       | ○ | 20点 | 優勝       |                         |
| 11位 | 第90回 | 25  | 津軽三味線                 | ○ | 20点 | 準優勝     | 視聴者投票第3位         |
| 12位 | 第82回 | 24  | ロケット発射               | ○ | 18点 | ユーモア賞 |                         |
| 13位 | 第34回 | 17  | 家&ヘイ                    | ○ | 19点 | ユーモア賞 |                         |
| 14位 | 第52回 | 27  | あん馬                     | ○ | 20点 | 優勝       | 出演:梶原比出樹チーム   |
| 15位 | 第78回 | 23  | 池に映る風景               | ○ | 20点 | 優勝       |                         |
| 16位 | 第33回 | 43  | 放送終了                   | ○ | 19点 | 優勝       |                         |
| 17位 | 第56回 | 37  | 体育館の鏡                 | ○ | 20点 | 優勝       |                         |
| 18位 | 第74回 | 13  | 名画泥棒                   | ○ | 20点 | 優勝       |                         |
| 19位 | 第93回 | 4   | えだまめ                   | ○ | 20点 | 優勝       |                         |
| 20位 | 第43回 | 8   | あき缶                     | ○ | 20点 | 優勝       |                         |
| 21位 | 第87回 | 16  | 赤ちゃん寿司               | ○ | 20点 | 第3位      |                         |
| 22位 | 第88回 | 15  | 酔っぱらっちゃった         | ○ | 20点 | 優勝       |                         |
| 23位 | 第5回  | 34  | スーパーマン               | ○ | 20点 | 優勝       |                         |
| 24位 | 第53回 | 21  | ドリブル                   | ○ | 19点 | 優勝       |                         |
| 25位 | 第56回 | 25  | 剣の舞                     | ○ | 20点 | 第3位      |                         |
| 26位 | 第95回 | 33  | ケンカ三番勝負             | ○ | 20点 | 準優勝     |                         |
| 27位 | 第65回 | 32  | 池の鯉                     | ○ | 20点 |            | 出演:草彅剛・鈴木おさむ |
| 28位 | 第99回 | 23  | マッスルエフェクトでTikTok | ○ | 20点 | 優勝       |                         |
| 29位 | 第54回 | 21  | 波                         | ○ | 20点 | 優勝       |                         |
| 30位 | 第77回 | 12  | サルバドール・ダリ         | ○ | 20点 | 優勝       |                         |

## グランドチャンピオン大会
欽ちゃん&香取慎吾の全日本仮装大賞グランドチャンピオン大会in万博
- 放送日 - 2025年5月26日(月)19:00 - 21:00
- 収録日 - 2025年5月6日(火・祝)
- 会場 - 大阪・関西万博EXPOホール「シャインハット」
- ナレーター - 鈴江奈々
- 欽ちゃん&香取慎吾の仮装 - 紋付羽織袴
- 特別ゲスト - ミャクミャク（大阪・関西万博公式キャラクター）
- 審査員
  - パウラ・サラメ - チリ ※チリパビリオン副館長
  - チャンドル・アッパル - インド ※在大阪・神戸インド総領事館総領事
  - やす子 - 日本 ※和服着で審査
  - ジェイソン・リチャード・クーバス - アメリカ ※在大阪・神戸米国総領事館総領事
  - シーファ・ズグール - ヨルダン ※ヨルダン総領事長兼ヨルダン政府代表代行
  - 若林正恭（オードリー） - 日本 ※柔道着で審査
  - ウスビ・サコ - マリ ※2025年日本国際博覧会協会 副会長兼任他
  - ナンシー・ゴードン - オーストラリア ※オーストラリア連邦パビリオン 政府代表
  - 松丸亮吾 - 日本 ※忍者姿で審査
  - マーク・カウパース - オランダ ※2025年大阪・関西万博 オランダ政府代表

作品について
- 出場 - 27組
- 合格 - 27組
- 満点 - 12組
- 合格率 - 100.00%
- 満点率 - 44.44%

- 合格点 - 20点満点中15点以上
- 最高点 - 20点
- 最低点 - 15点
- 平均点 - 18.63点

| No. | 作品                       | 初回演技時  | 初回演技時 | 初回演技時     |   | 点数 | 賞               | 備考                                    |
| No. | 作品                       | 放送回 No.  | 点数       | 賞             |   | 点数 | 賞               | 備考                                    |
| --- | -------------------------- | ----------- | ---------- | -------------- | - | ---- | ---------------- | --------------------------------------- |
| 1   | オスカー像                 | 0第84回04番 | 20点       | 準優勝         | ○ | 17点 |                  | 出演:風船太郎(本名の「香田英一」で出場) |
| 2   | 仁義なき空手道場           | 0第74回31番 | 20点       | ユーモア賞     | ○ | 20点 |                  | 出演:梶原比出樹チーム                   |
| 3   | 透明人間の跳馬             | 0第30回07番 | 19点       | 優勝           | ○ | 16点 |                  | 15点からトーク中に+1点                  |
| 4   | 娘の肖像画                 | 第100回25番 | 20点       | 準優勝         | ○ | 20点 | アメリカ賞       |                                         |
| 5   | 弓道日本一                 | 0第72回26番 | 18点       | ユーモア賞     | ○ | 20点 |                  | 17点からトーク中に+3点                  |
| 6   | ダックスフント             | 0第75回23番 | 18点       | アイデア賞     | ○ | 19点 |                  | 17点からトーク中に+2点                  |
| 7   | なんだ この顔!?            | 0第91回27番 | 20点       | 技術賞         | ○ | 18点 |                  | 第86回優勝組                            |
| 8   | マッスルエフェクトでTikTok | 0第99回23番 | 20点       | 優勝           | ○ | 19点 |                  | 17点からトーク中に+2点                  |
| 9   | スリラー                   | 0第83回09番 | 19点       | 準優勝         | ○ | 20点 | マリ賞           |                                         |
| 10  | 森のクマさん               | 0第99回13番 | 20点       | 努力賞         | ○ | 20点 |                  | 19点からトーク中に+1点                  |
| 11  | あん馬                     | 0第52回27番 | 20点       | 優勝           | ○ | 19点 |                  | 出演:梶原比出樹チーム                   |
| 12  | 妹の変なクセ               | 0第85回21番 | 16点       | 演技賞         | ○ | 20点 | インド賞         |                                         |
| 13  | カメレオン                 | 0第80回16番 | 20点       | 準優勝         | ○ | 20点 |                  |                                         |
| 14  | 滝行                       | 0第99回06番 | 20点       | ユーモア賞     | ○ | 17点 |                  | 16点からトーク中に+1点                  |
| 15  | いろんな映画               | 0第68回31番 | 20点       | 準優勝         | ○ | 19点 |                  |                                         |
| 16  | サファリパーク             | 0第95回02番 | 19点       | ファンタジー賞 | ○ | 20点 | オーストラリア賞 |                                         |
| 17  | 手と足でGO                 | 0第85回10番 | 20点       | 優勝           | ○ | 16点 |                  | 第58,85回優勝組                         |
| 18  | 池に映る風景               | 0第78回23番 | 20点       | 優勝           | ○ | 20点 | ヨルダン賞       |                                         |
| 19  | 体育館の鏡                 | 0第56回37番 | 20点       | 優勝           | ○ | 20点 | チリ賞           |                                         |
| 20  | ピンポン                   | 0第69回29番 | 20点       | 優勝           | ○ | 20点 | オランダ賞       | 出演:梶原比出樹チーム                   |
| 21  | 名画泥棒                   | 0第74回13番 | 20点       | 優勝           | ○ | 19点 |                  | 18点からトーク中に+1点                  |
| 22  | お引越し                   | 0第94回20番 | 20点       | 演技賞         | ○ | 15点 |                  | 第86回優勝組                            |
| 23  | 参勤交代                   | 0第95回23番 | 20点       | 優勝           | ○ | 20点 | 優勝             |                                         |
| 24  | ABC                        | 0第16回25番 | 19点       | ユーモア賞     | ○ | 18点 |                  | 16点からトーク中に+2点                  |
| 25  | 幽体離脱                   | 0第91回24番 | 20点       | 準優勝         | ○ | 18点 |                  | 17点からトーク中に+1点 第58,85回優勝組  |
| 26  | 相撲                       | 0第90回04番 | 19点       | ユーモア賞     | ○ | 15点 |                  |                                         |
| 27  | スケートボード             | 第100回21番 | 20点       | 技術賞         | ○ | 18点 |                  |                                         |

優勝 - 23番 参勤交代

オランダ賞 - 20番 ピンポン　※副賞 パビリオン限定のミッフィー

インド賞 - 12番 妹の変なクセ　※副賞 手描きの壁掛けの絵画・ショール・ガネーシャ神の置き物

チリ賞 - 19番 体育館の鏡　※副賞 チリパビリオンのプレミアムワイン・風車

アメリカ賞 - 4番 娘の肖像画　※副賞 アメリカパビリオン公式スパークグッズ他

ヨルダン賞 - 18番 池に映る風景　※副賞 ヨルダン館限定ストール

マリ賞 - 9番 スリラー　※副賞 チワラ

オーストラリア賞 - 16番 サファリパーク　※副賞 コアラのぬいぐるみ

- その他備考
  - 大阪・関西万博を記念して開催された特別大会。第100回までの表彰作品のうち27作品を、当時のメンバーが再集結したり、子らが引き継いだり、新メンバーがコピーして再演技。
  - 通常回を含めて首都圏以外で初開催。また第90回以来12年ぶりの春開催となった。
  - 日本テレビ往年の人気番組を復活させた『大進化!レジェンド番組祭り』の一環として放送したが、『番組祭り』では唯一の継続番組であった。
  - 第98回以来のオープニング復活（鈴江時代では初）。
  - 今回の審査員の内、やす子・若林・松丸以外の7名は、万博に参加した国の関連者が担当、これにより鈴江アナは初めてナレーターのみの担当になった。
  - 各作品について、タイトルを香取が発表した後に英語でもタイトルが発表され、テロップでも英文タイトルが併記された。また17番「手と足でGO」など、演技中にも英訳が入ることがあった。
  - 番組史上初めての合格率100%（エントリー全組が合格）を記録。なお、出場全組合格は、第87回以来13年ぶり2度目。
  - 「優勝」の他に、今回だけの賞「各国賞」として、各国関連者に選ばれた参加者には小型のカップと、国家に関連あるグッズが賞品として贈られた。なお「優勝」は大型カップが賞品で、ミャクミャクがプレゼンターを務めた。
  - エスコートガールは、連続17回出演の佐藤あずさ[105][106]。初出演の相生トラ[107]、タリタリソース りか[108]、他1名[109]。